# Leichtathletik-Weltmeisterschaften 2007/Marathon der Frauen
Der Marathonlauf der Frauen bei den Leichtathletik-Weltmeisterschaften 2007 fand am 2. September 2007 um 7:00 Uhr Ortszeit in den Straßen der japanischen Osaka statt und war der dritte Lauf des World Marathon Majors des Jahres.
Zum zweiten Mal Weltmeisterin nach 2003 wurde die Olympiazweite von 2004 und WM-Zweite von 2005 Catherine Ndereba aus Kenia. Sie gewann vor der Chinesin Zhou Chunxiu. Bronze ging an die japanische Vizeweltmeisterin von 2001 Reiko Tosa.
Außerdem gab es wieder eine Teamwertung, den sogenannten Marathon-Cup. Entsprechend hoch war die Teilnehmerzahl. Erlaubt waren fünf Läuferinnen je Nation, von denen für die Wertung die Zeiten der jeweils besten drei addiert wurden. Dieser Wettbewerb zählte allerdings nicht zum offiziellen Medaillenspiegel. Es siegte die Mannschaft aus Kenia vor China und Japan.

## Bestehende Rekorde
| Weltrekord               | 2:15:25 h | Paula Radcliffe | London-Marathon 2003, Großbritannien | 13. April 2003  |
| Weltmeisterschaftsrekord | 2:20:57 h | Paula Radcliffe | 2005 in Helsinki, Finnland           | 14. August 2005 |

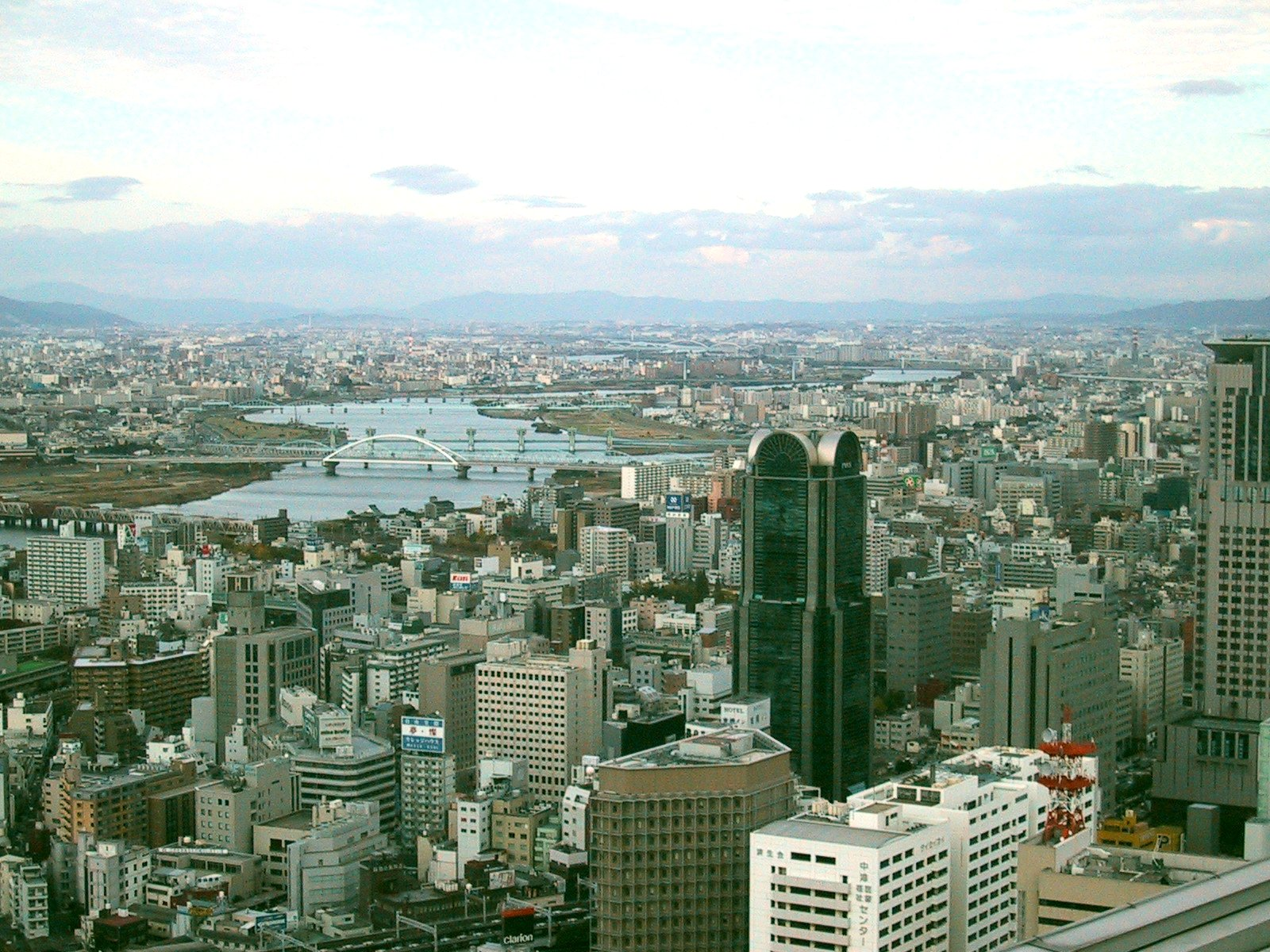
Osaka, Panorama der Stadt

Der bestehende WM-Rekord wurde bei diesen Weltmeisterschaften nicht eingestellt und nicht verbessert.

## Ergebnis

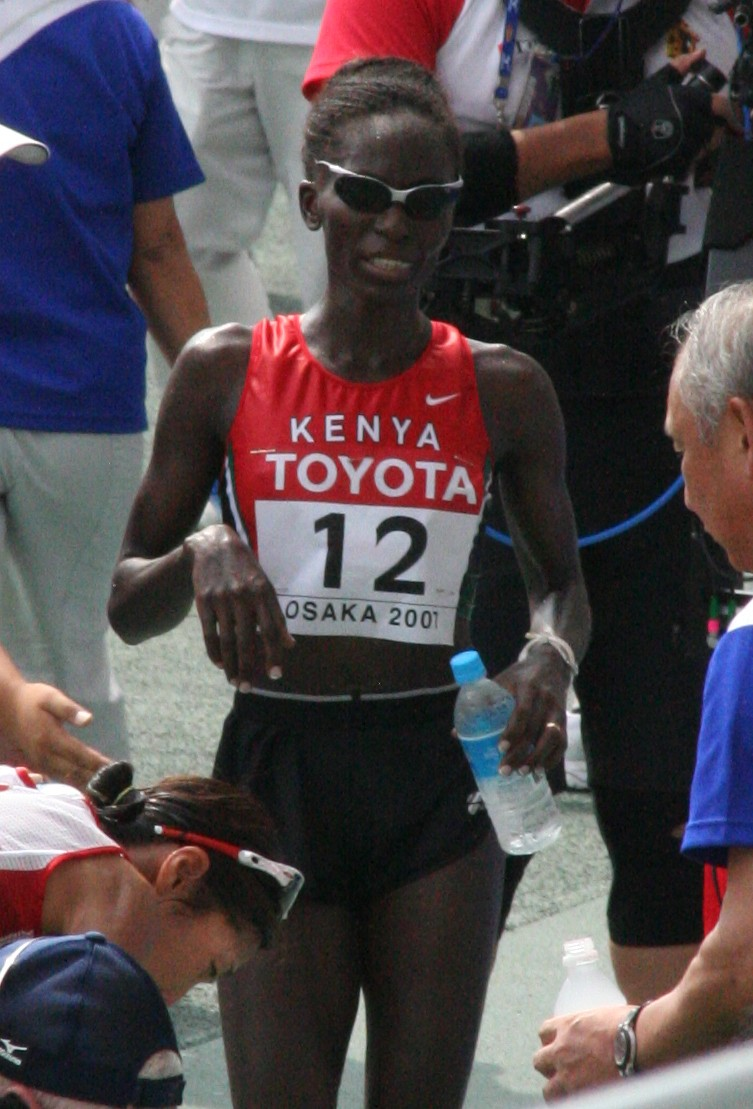
Die nach ihrem Sieg 2003 jetzt zweifache Weltmeisterin Catherine Ndereba nach dem Rennen

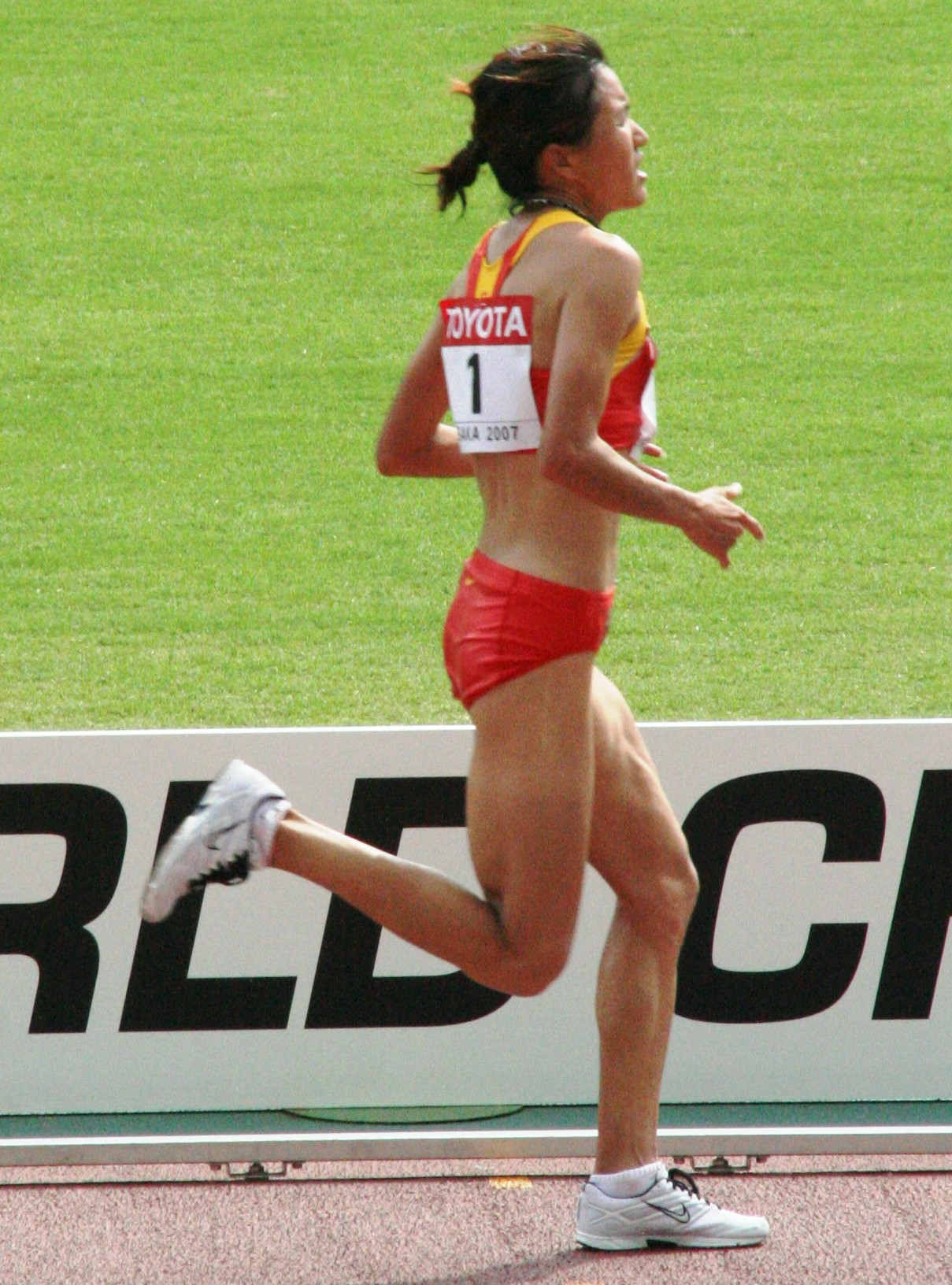
Vizeweltmeisterin Zhou Chunxiu auf ihrer Zielgeraden

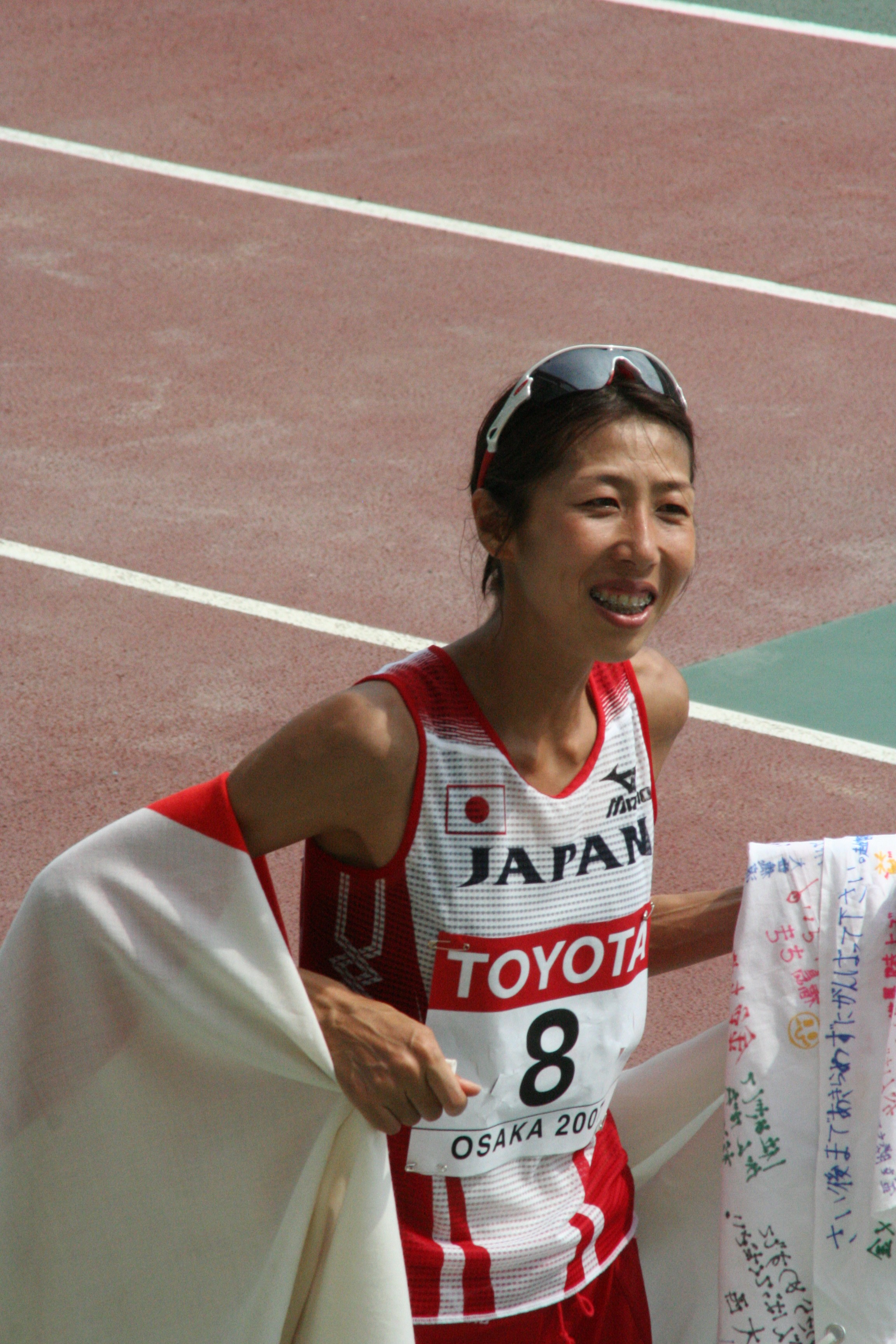
Bronzemedaillengewinnerin Reiko Tosa

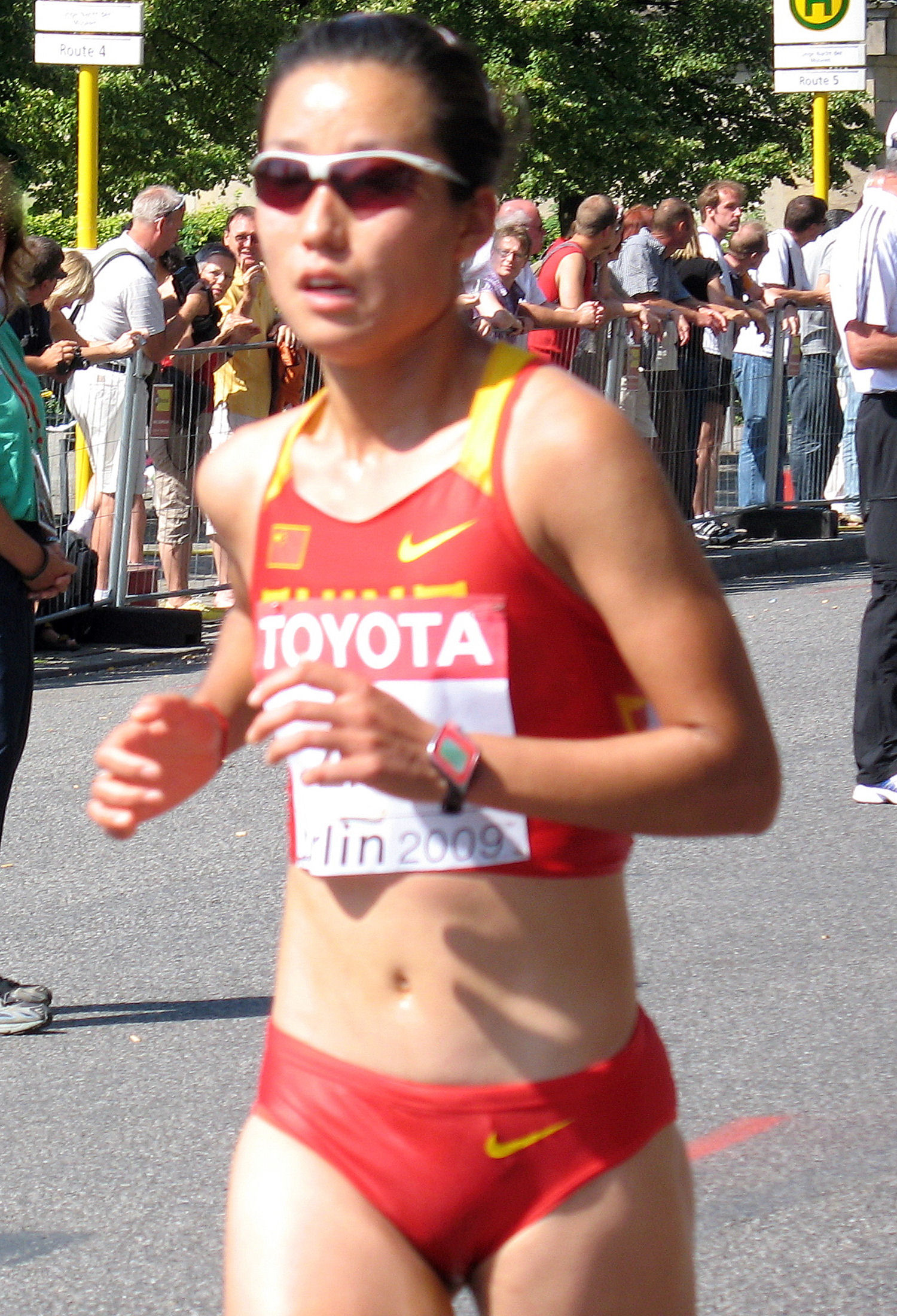
Zhu Xiaolin – Rang vier

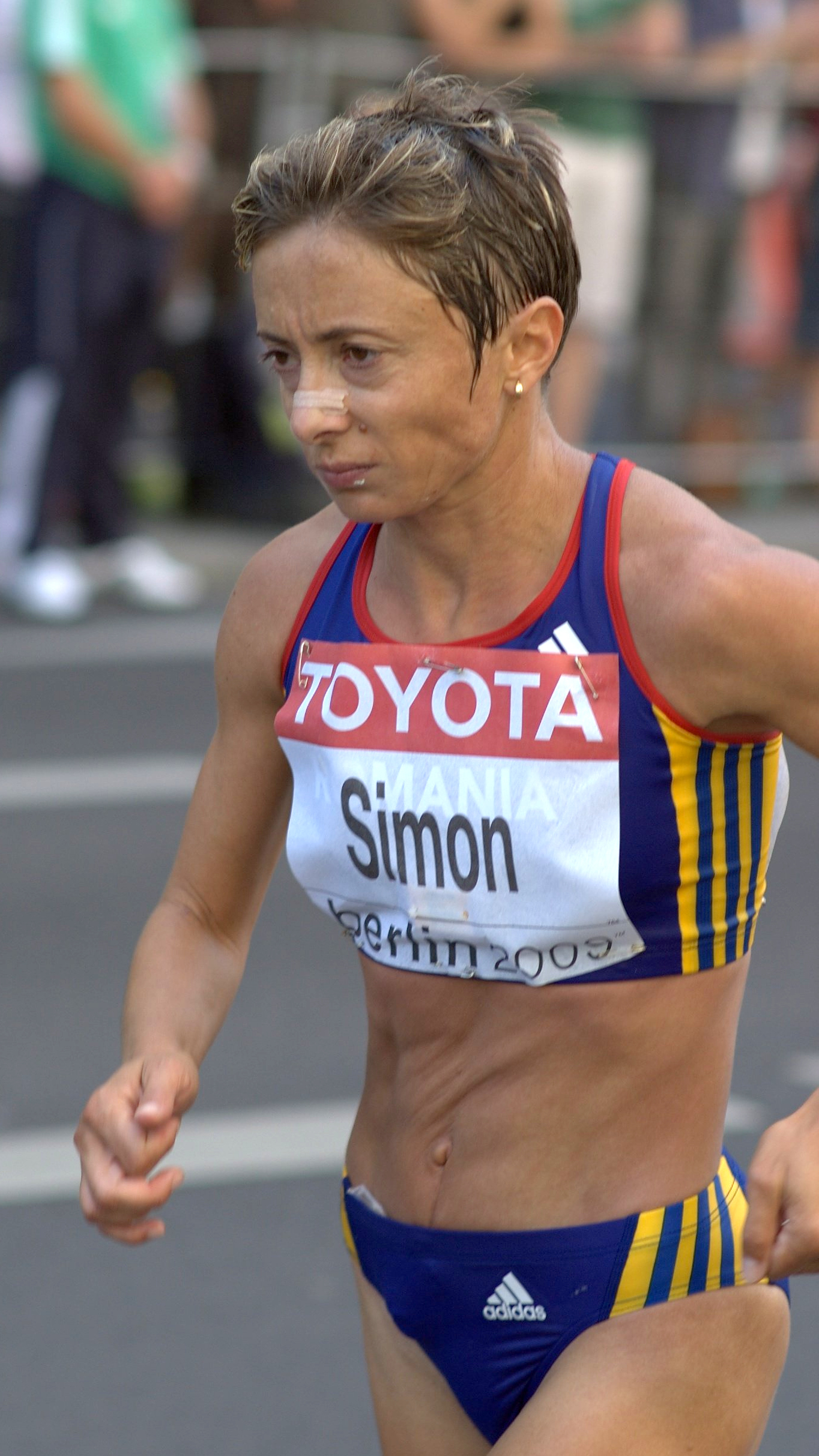
Lidia Șimon, unter anderem Weltmeisterin von 2001 und Olympiazweite von 2000, erreichte Platz fünf

2. September 2007, 7:00 Uhr
| Platz | Athletin                 | Land                    | Zeit (h) |
| ----- | ------------------------ | ----------------------- | -------- |
|       | Catherine Ndereba        | Kenia                   | 2:30:37  |
|       | Zhou Chunxiu             | Volksrepublik China     | 2:30:45  |
|       | Reiko Tosa               | Japan                   | 2:30:55  |
| 04    | Zhu Xiaolin              | Volksrepublik China     | 2:31:21  |
| 05    | Lidia Șimon              | Rumänien                | 2:31:26  |
| 06    | Kiyoko Shimahara         | Japan                   | 2:31:40  |
| 07    | Rita Jeptoo Sitienei     | Kenia                   | 2:32:03  |
| 08    | Edith Masai              | Kenia                   | 2:32:22  |
| 09    | Mara Yamauchi            | Großbritannien          | 2:32:55  |
| 10    | Ljubow Morgunowa         | Russland                | 2:33:41  |
| 11    | Zhang Shujing            | Volksrepublik China     | 2:33:46  |
| 12    | Gulnara Wygowskaja       | Russland                | 2:33:57  |
| 13    | Nina Rillstone           | Neuseeland              | 2:33:58  |
| 14    | Mari Ozaki               | Japan                   | 2:35:04  |
| 15    | Madaí Pérez              | Mexiko                  | 2:35:17  |
| 16    | Souad Aït Salem          | Algerien                | 2:35:29  |
| 17    | Anna Incerti             | Italien                 | 2:36:36  |
| 18    | Yumiko Hara              | Japan                   | 2:36:40  |
| 19    | Tracey Morris            | Großbritannien          | 2:36:40  |
| 20    | Melanie Kraus            | Deutschland             | 2:37:20  |
| 21    | Sun Weiwei               | Volksrepublik China     | 2:37:53  |
| 22    | Askale Tafa              | Äthiopien               | 2:38:01  |
| 23    | Yasuko Hashimoto         | Japan                   | 2:38:36  |
| 24    | Rose Cheruiyot           | Kenia                   | 2:38:56  |
| 25    | Hellen Jemaiyo Kimutai   | Kenia                   | 2:39:14  |
| 26    | Deborah Toniolo          | Italien                 | 2:39:46  |
| 27    | Anna Rahm                | Schweden                | 2:41:15  |
| 28    | Alina Gherasim           | Rumänien                | 2:41:40  |
| 29    | Kirsten Melkevik Otterbu | Norwegen                | 2:41:57  |
| 30    | Helena Javornik          | Slowenien               | 2:42:03  |
| 31    | Ann Alyanak              | USA                     | 2:42:23  |
| 32    | Nailja Julamanowa        | Russland                | 2:42:56  |
| 33    | Živilė Balčiūnaitė       | Litauen                 | 2:43:28  |
| 34    | Tabitha Tsatsa           | Simbabwe                | 2:44:20  |
| 35    | Zoila Gómez              | USA                     | 2:44:49  |
| 36    | Analía Rosa              | Portugal                | 2:45:38  |
| 37    | Wei Yanan                | Volksrepublik China     | 2:45:50  |
| 38    | Dana Coons               | USA                     | 2:46:12  |
| 39    | Annemette Aagaard        | Dänemark                | 2:45:22  |
| 40    | Bahar Doğan              | Türkei                  | 2:46:25  |
| 41    | Nili Abramski            | Israel                  | 2:46:27  |
| 42    | Mary Akor                | USA                     | 2:47:06  |
| 43    | Susanne Hahn             | Deutschland             | 2:47:29  |
| 44    | Lim Kyung-hee            | Südkorea                | 2:49:30  |
| 45    | Chae Eun-hee             | Südkorea                | 2:50:26  |
| 46    | Eleni Donta              | Griechenland            | 2:50:59  |
| 47    | Zekiros Adanech          | Äthiopien               | 2:54:00  |
| 48    | Lucilla Andreucci        | Italien                 | 2:56:19  |
| 49    | Samia Akbar              | USA                     | 2:56:27  |
| 50    | Yeoryia Abatzidou        | Griechenland            | 2:59:22  |
| 51    | Patricia Gauquelin       | Französisch-Polynesien  | 3:03:08  |
| 52    | Otgonbayar Luvsanlundeg  | Mongolei                | 3:04:59  |
| 53    | Kerstin Metzler-Mennenga | Liechtenstein           | 3:11:45  |
| 54    | Tanith Maxwell           | Südafrika               | 3:14:56  |
| 55    | Poppy Mlambo             | Südafrika               | 3:23:55  |
| 56    | Robe Tola                | Äthiopien               | 3:26:45  |
| 57    | Melissa Henderson        | Belize                  | 3:52:35  |
| DNF   | Luciah Kimani            | Bosnien und Herzegowina |          |
| DNF   | Domingas Embana Togna    | Guinea-Bissau           |          |
| DNF   | Lioudmila Kortchaguina   | Russland                |          |
| DNF   | Angélica Sánchez         | Mexiko                  |          |
| DNF   | Dire Tune                | Äthiopien               |          |
| DNF   | Luminița Talpoș          | Rumänien                |          |
| DNF   | Galina Bogomolowa        | Russland                |          |
| DNF   | Nuța Olaru               | Rumänien                |          |
| DNF   | Giovanna Volpato         | Italien                 |          |
| DNS   | Shitaye Gemechu          | Äthiopien               |          |

## Marathon-Cup
| Platz | Land                | Athletinnen                                           | Zeit (h) |
| ----- | ------------------- | ----------------------------------------------------- | -------- |
| 1     | Kenia               | Catherine Ndereba Rita Jeptoo Sitienei Edith Masai    | 7:35:02  |
| 2     | Volksrepublik China | Zhou Chunxiu Zhu Xiaolin Zhang Shujing                | 7:35:52  |
| 3     | Japan               | Reiko Tosa Kiyoko Shimahara Mari Ozaki                | 7:37:39  |
| 4     | Russland            | Ljubow Morgunowa Gulnara Wygowskaja Nailja Julamanowa | 7:50:34  |
| 5     | Italien             | Anna Incerti Deborah Toniolo Lucilla Andreucci        | 8:12:41  |
| 6     | USA                 | Ann Alyanak Zoila Gómez Dana Coons                    | 8:13:24  |
| 7     | Äthiopien           | Askale Tafa Zekiros Adanech Robe Tola                 | 8:58:46  |

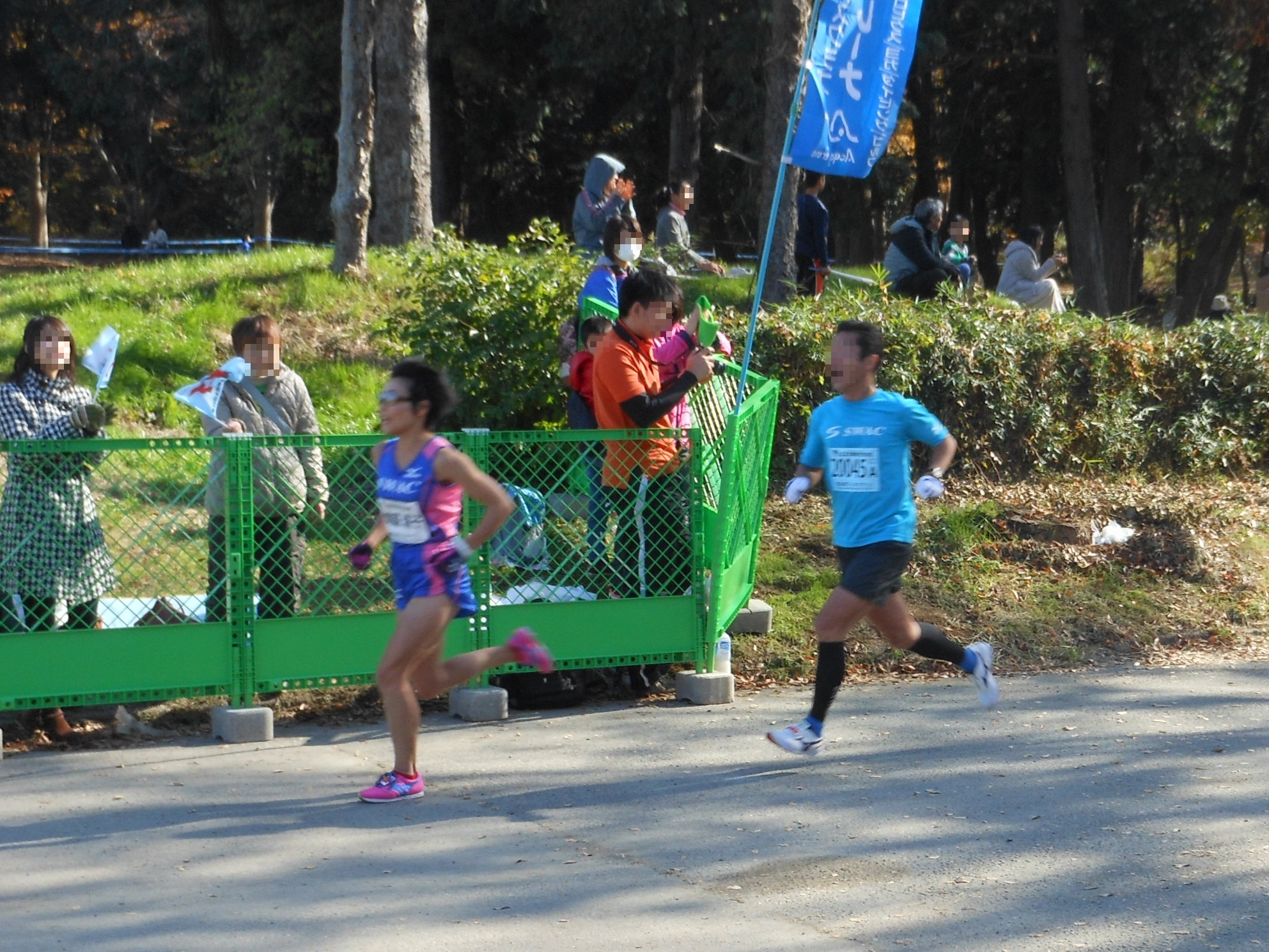
Kiyoko Shimahara belegte Rang sechs
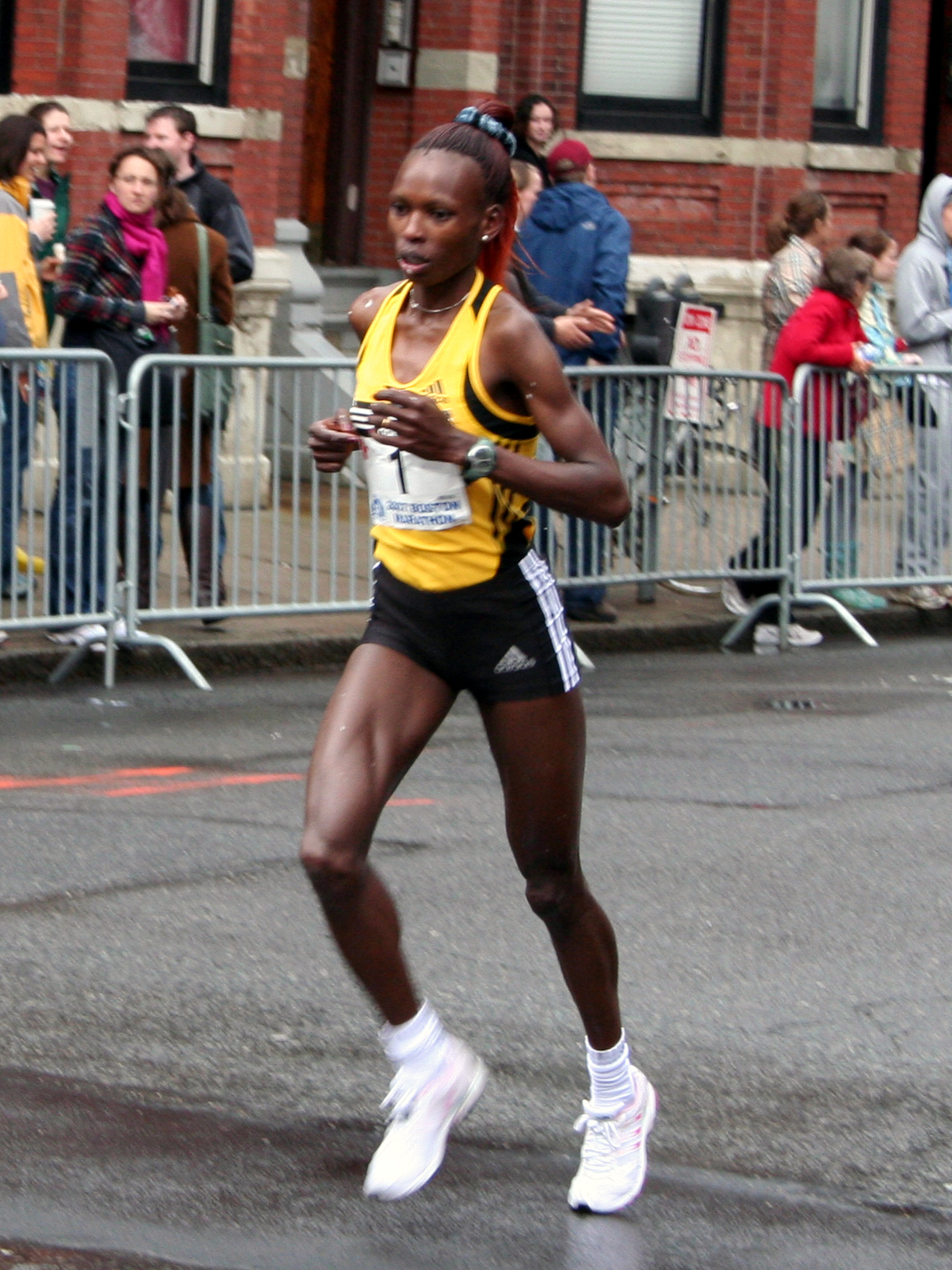
Rita Jeptoo Sitienei – Platz sieben
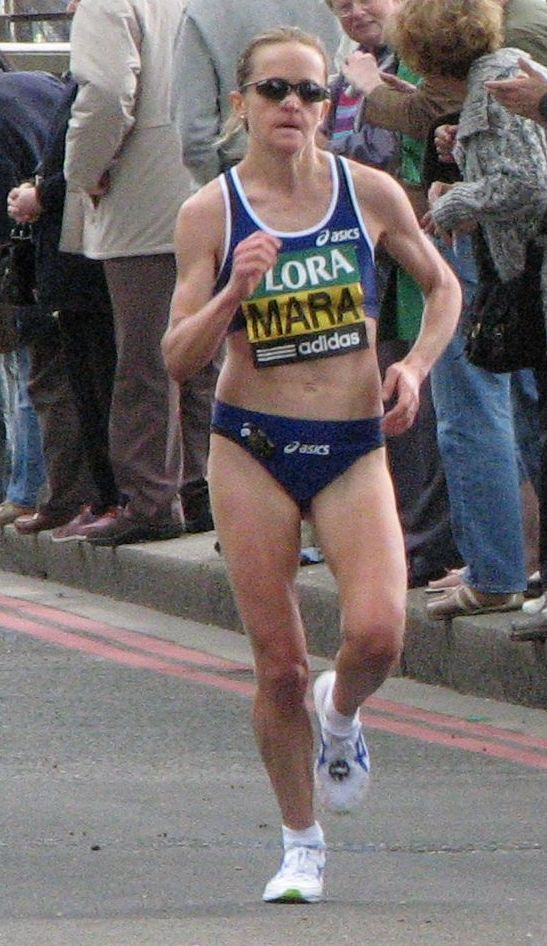
Mara Yamauchi kam auf den neunten Platz
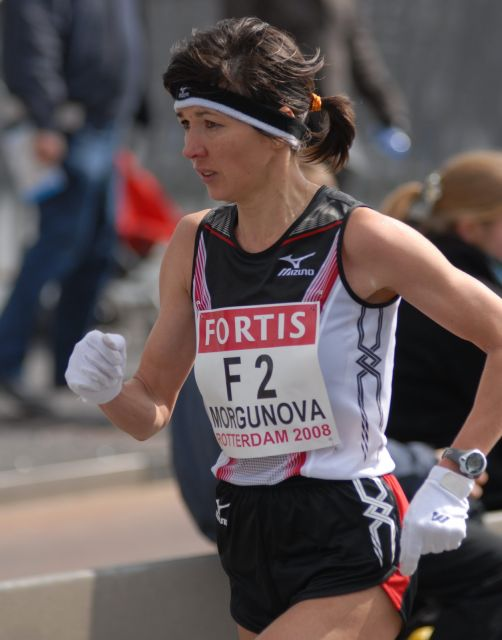
Die zehntplatzierte Ljubow Morgunowa
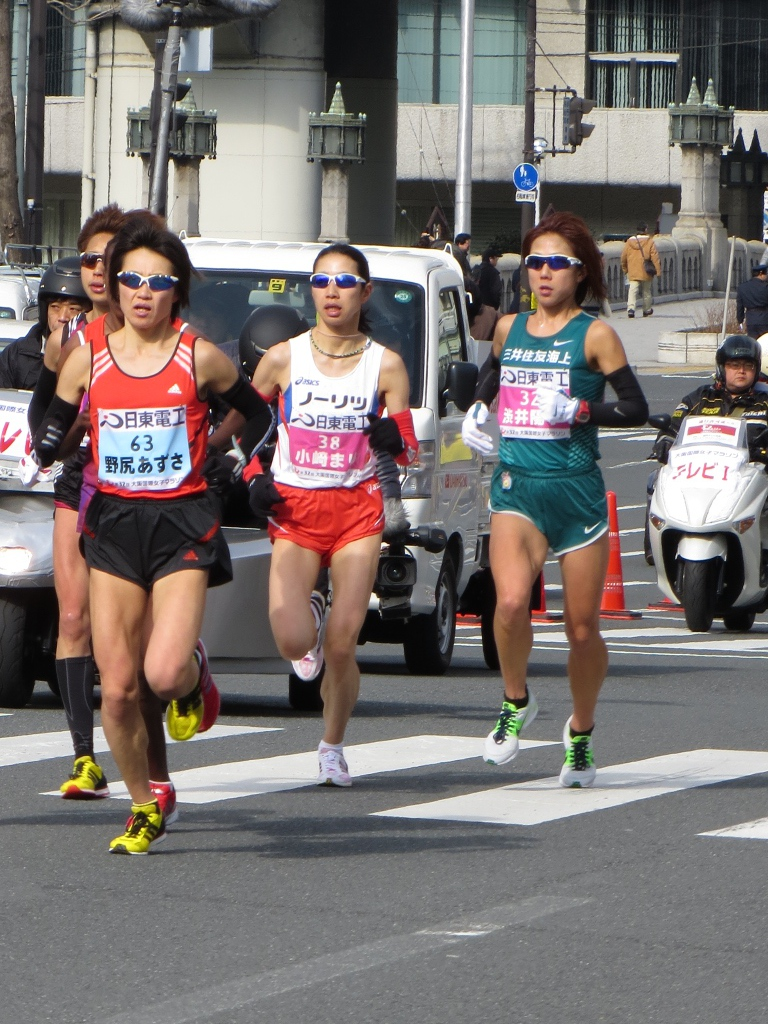
Mari Ozaki (weißes Trikot) wurde Vierzehnte
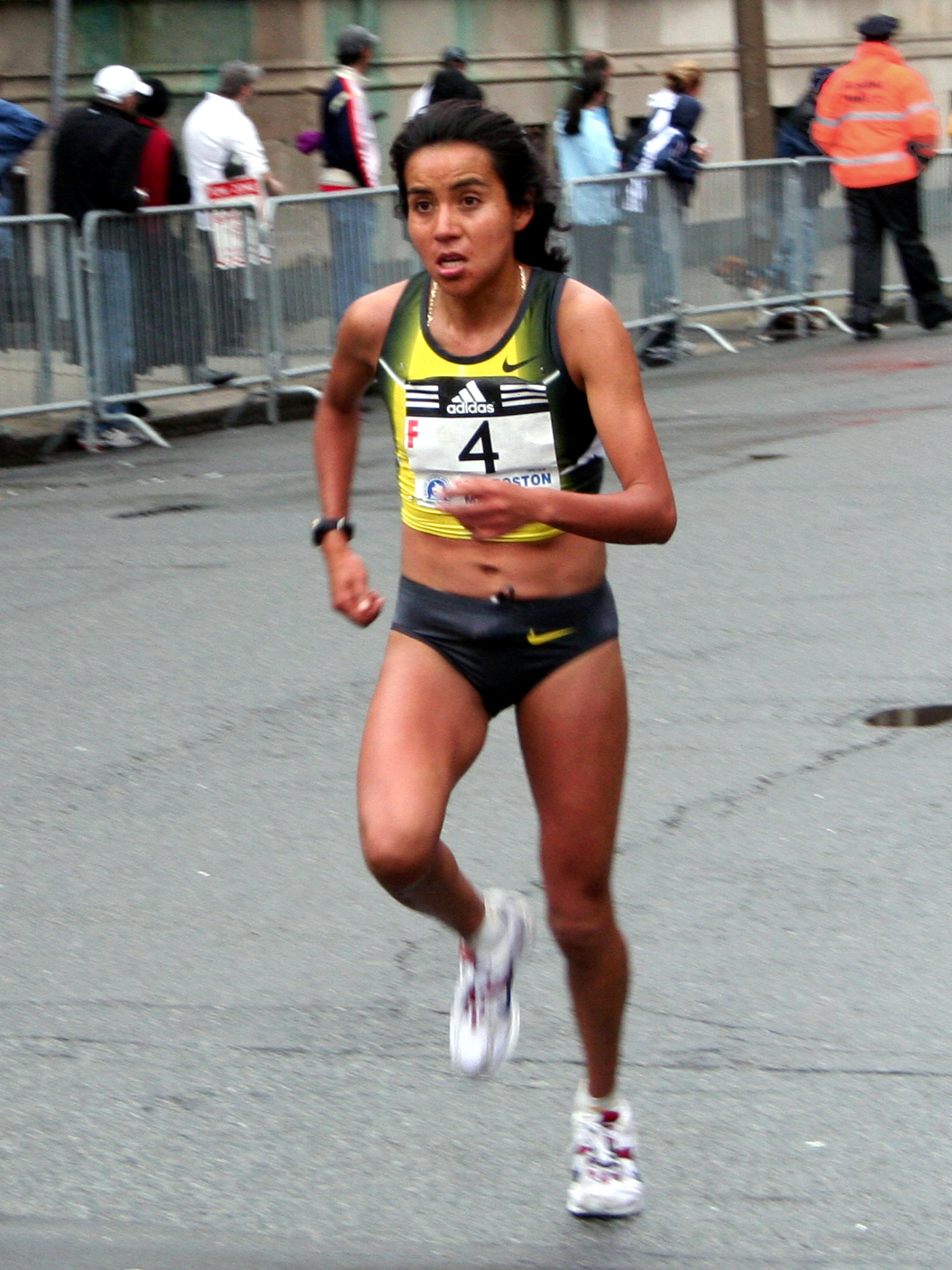
Madaí Pérez kam auf den fünfzehnten Platz
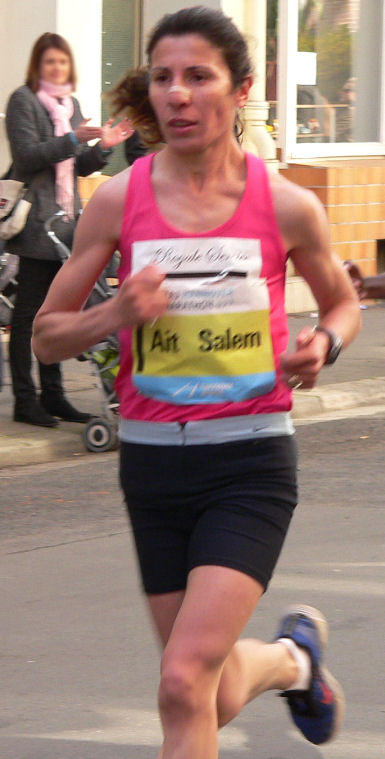
Rang sechzehn für Souad Aït Salem
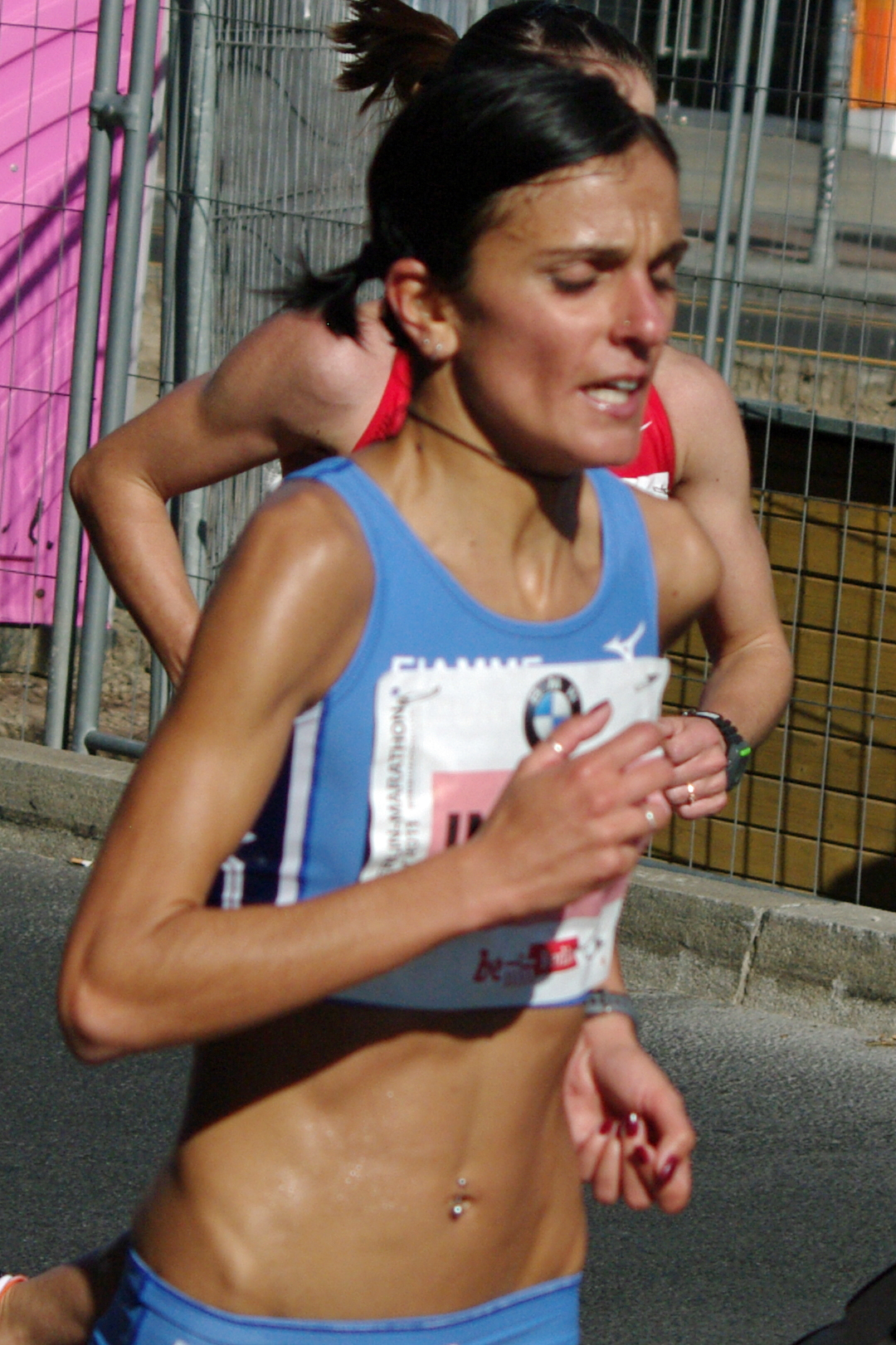
Anna Incerti – Platz siebzehn
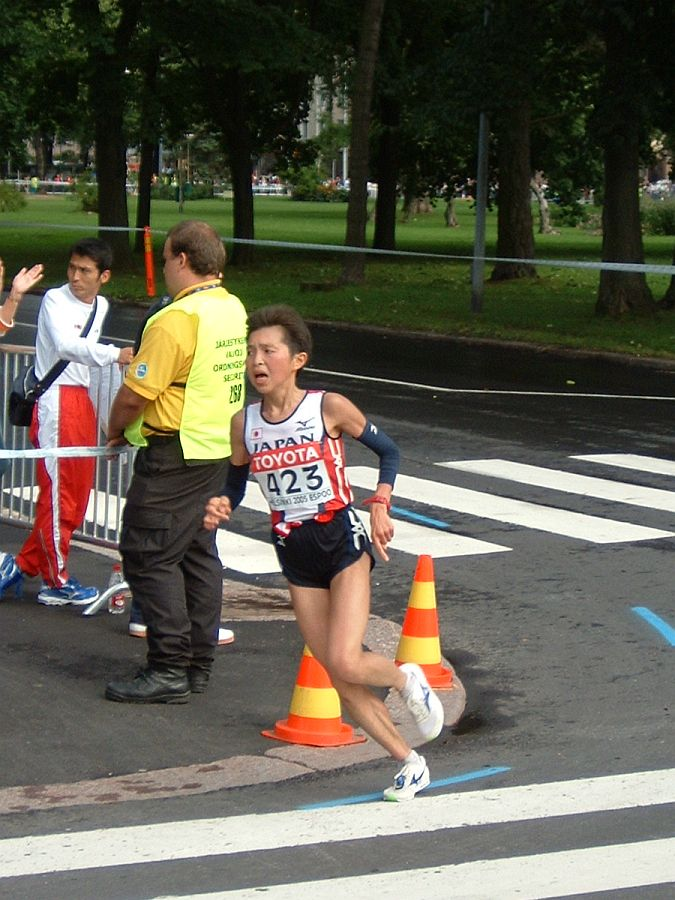
Yumiko Hara – Platz achtzehn
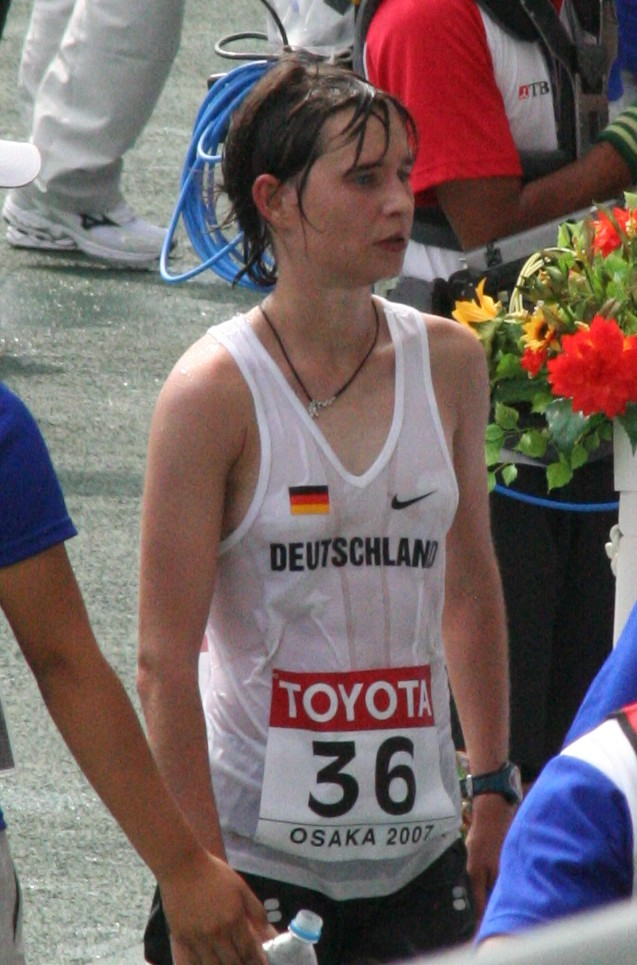
Melanie Kraus – Platz zwanzig
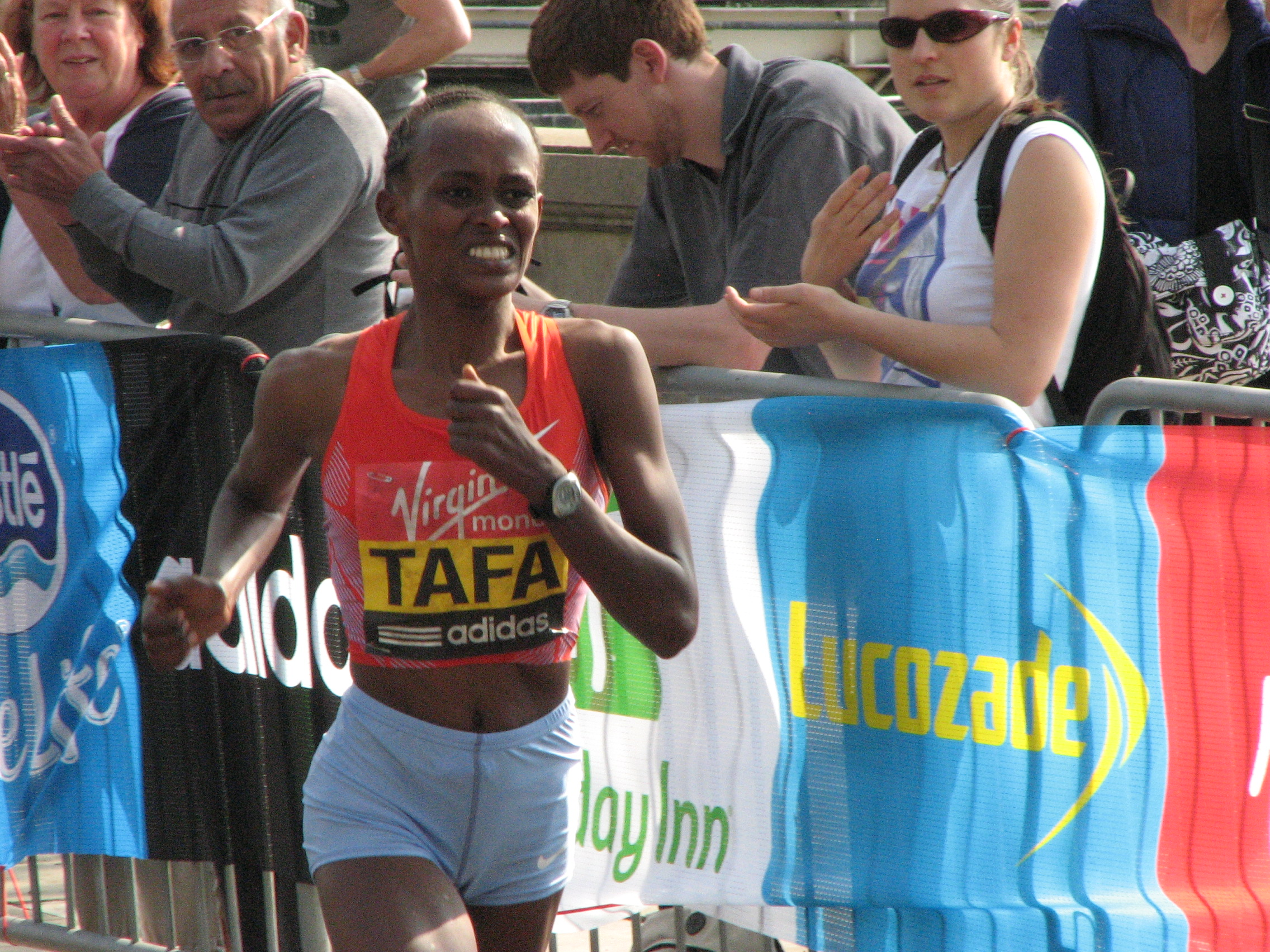
Askale Tafa – Platz 22
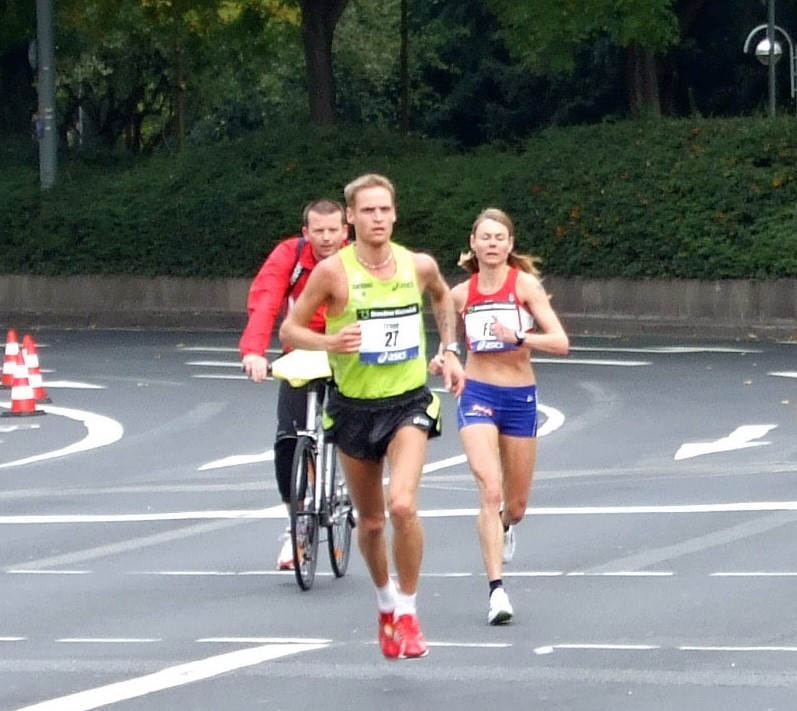
Kirsten Melkevik Otterbu – Platz 29
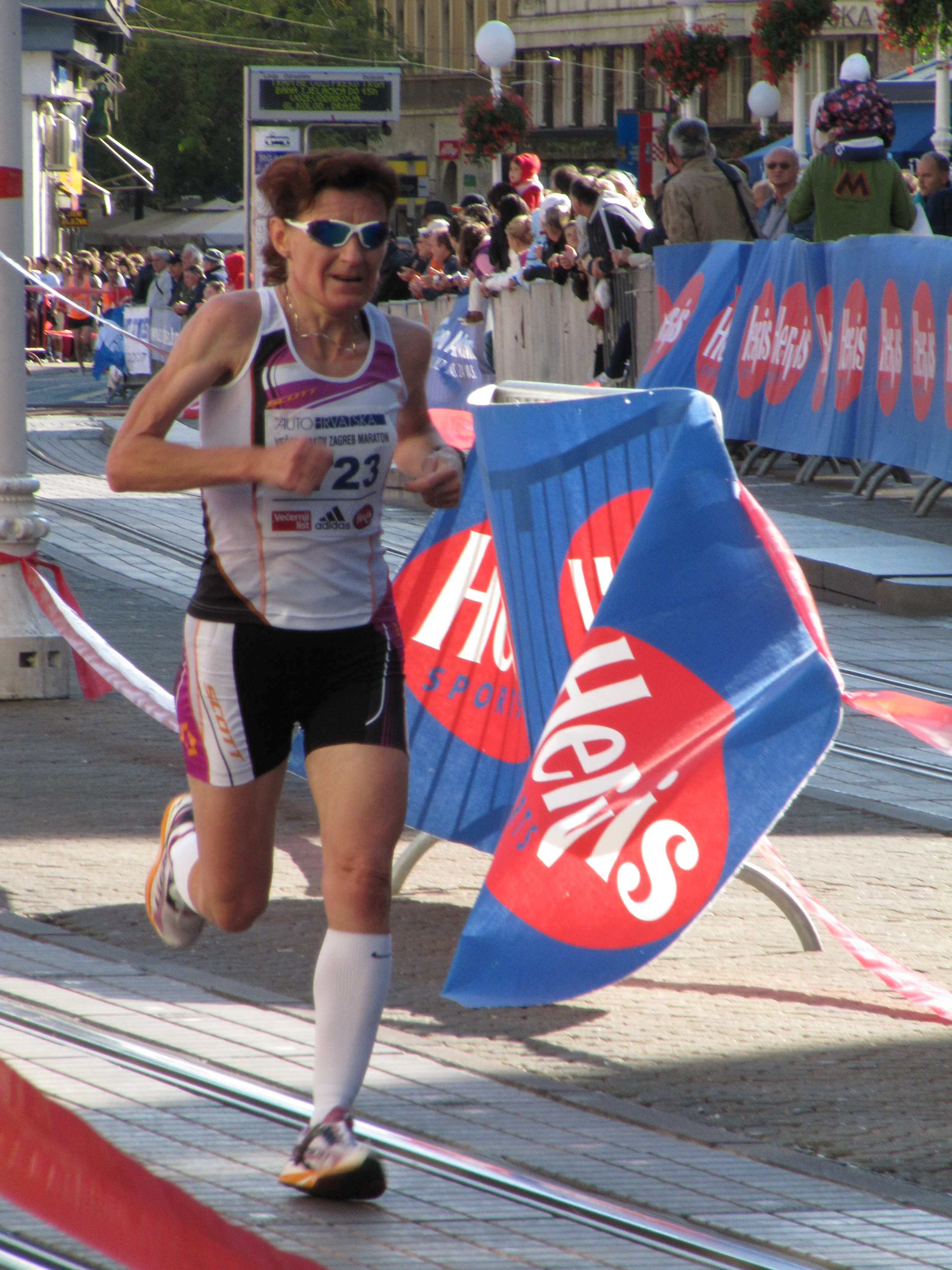
Helena Javornik – Platz dreißig
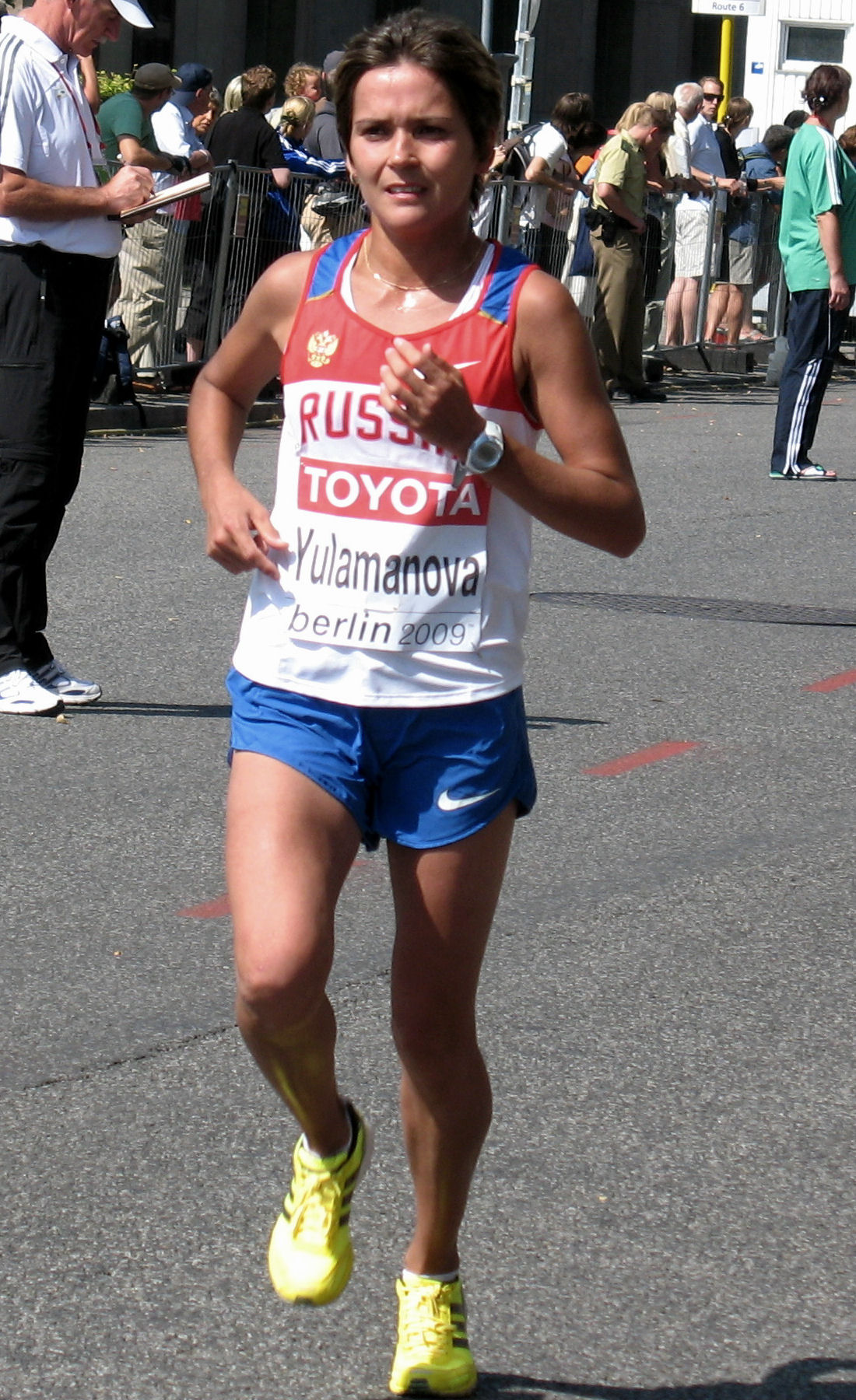
Nailja Julamanowa – Platz 32
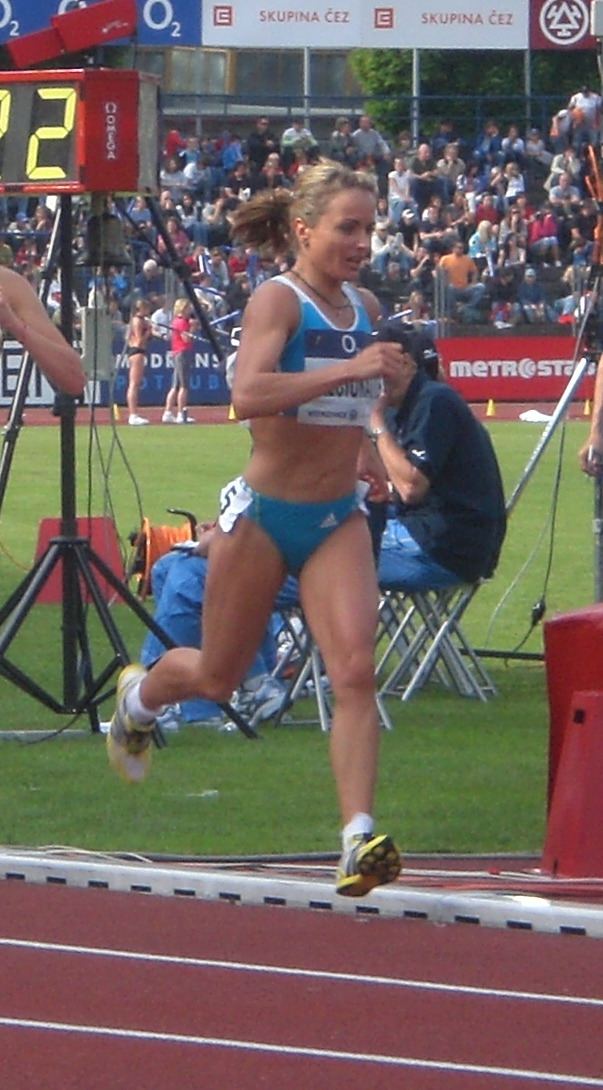
Živilė Balčiūnaitė – Platz 33
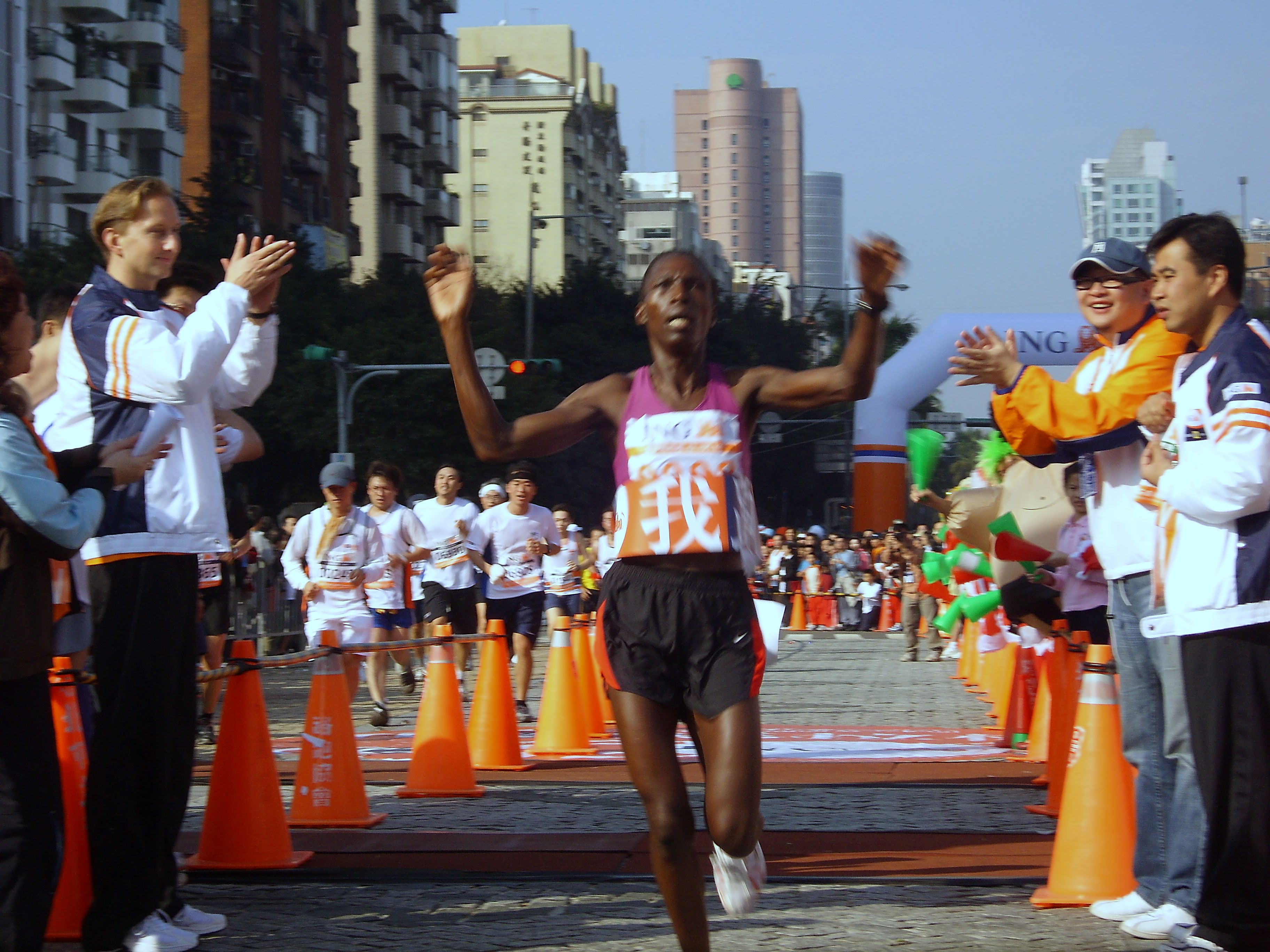
Tabitha Tsatsa – Platz 34
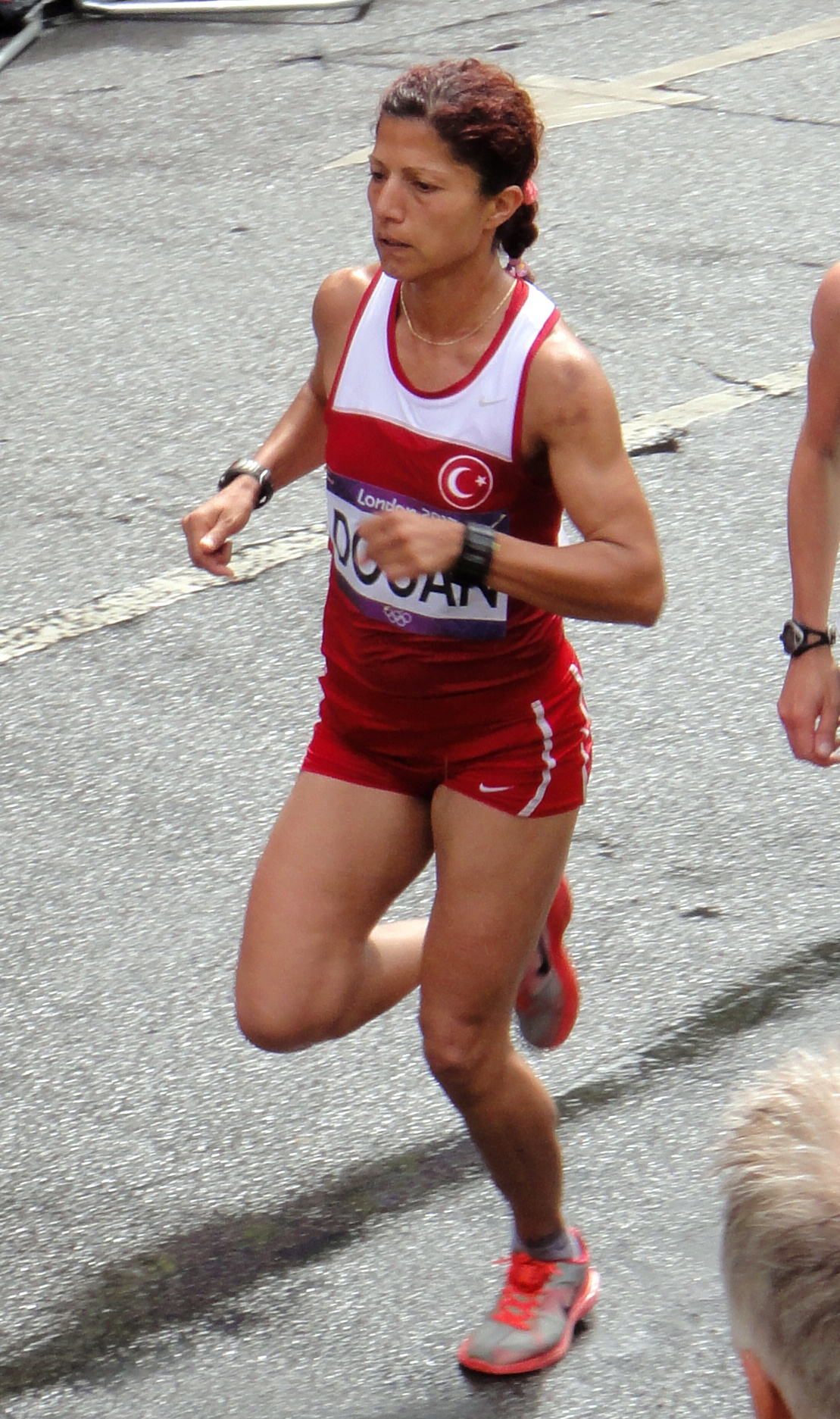
Bahar Doğan – Platz vierzig
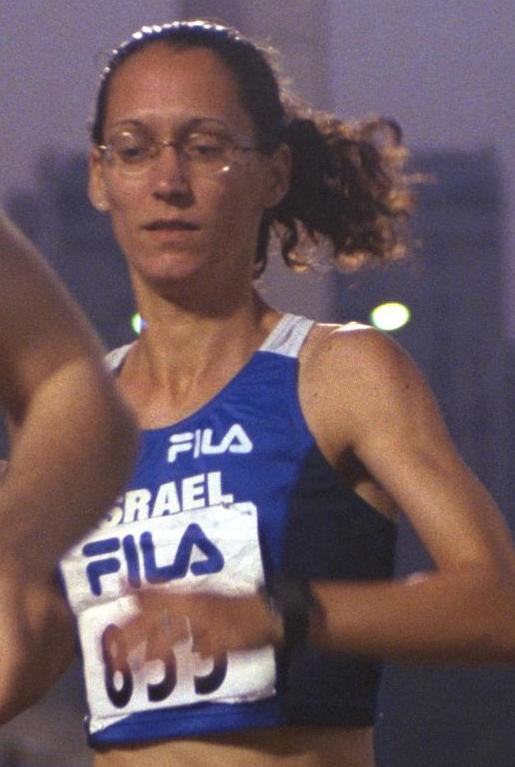
Nili Abramski – Platz 41
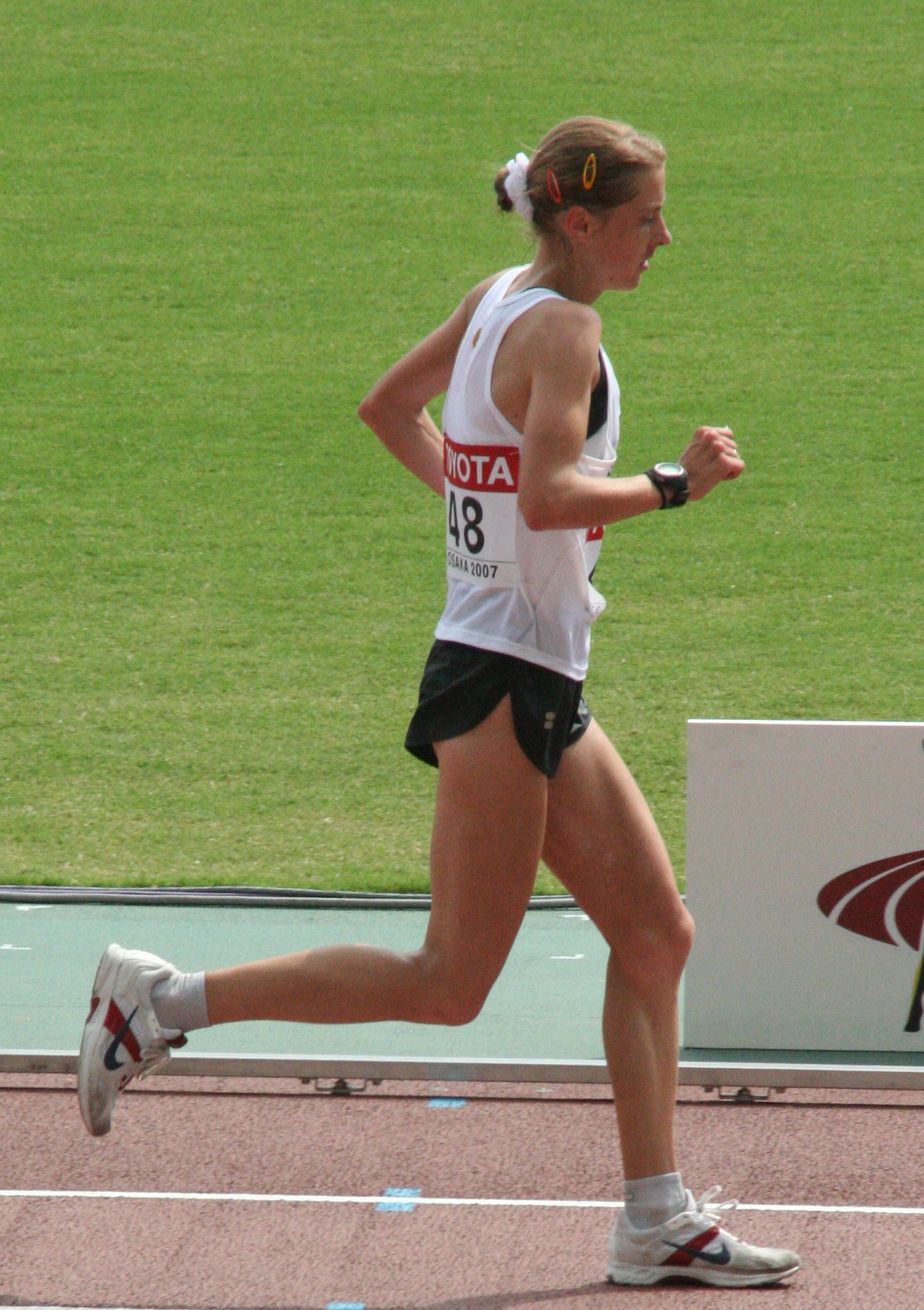
Susanne Hahn – Platz 43
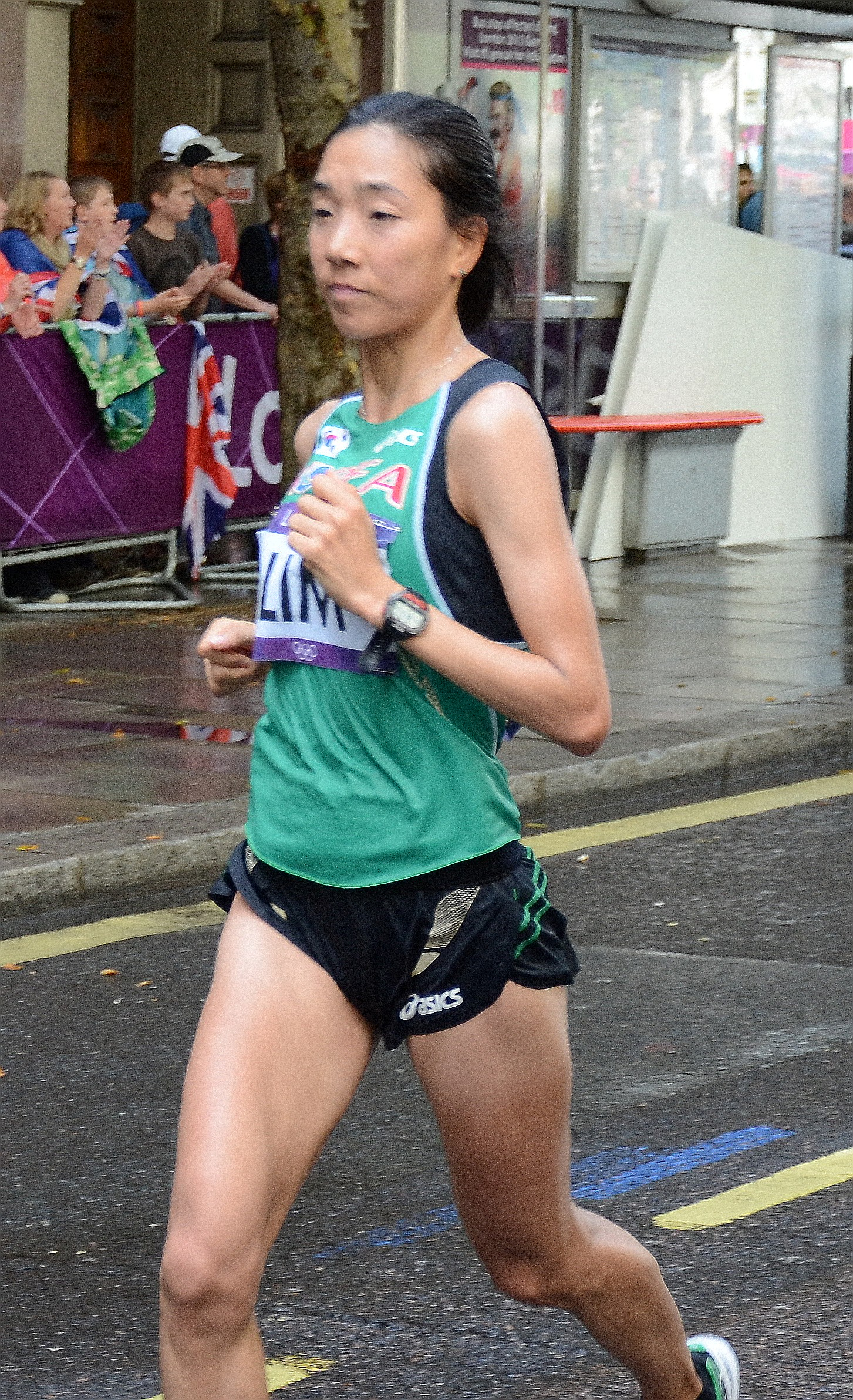
Lim Kyung-hee – Platz 44
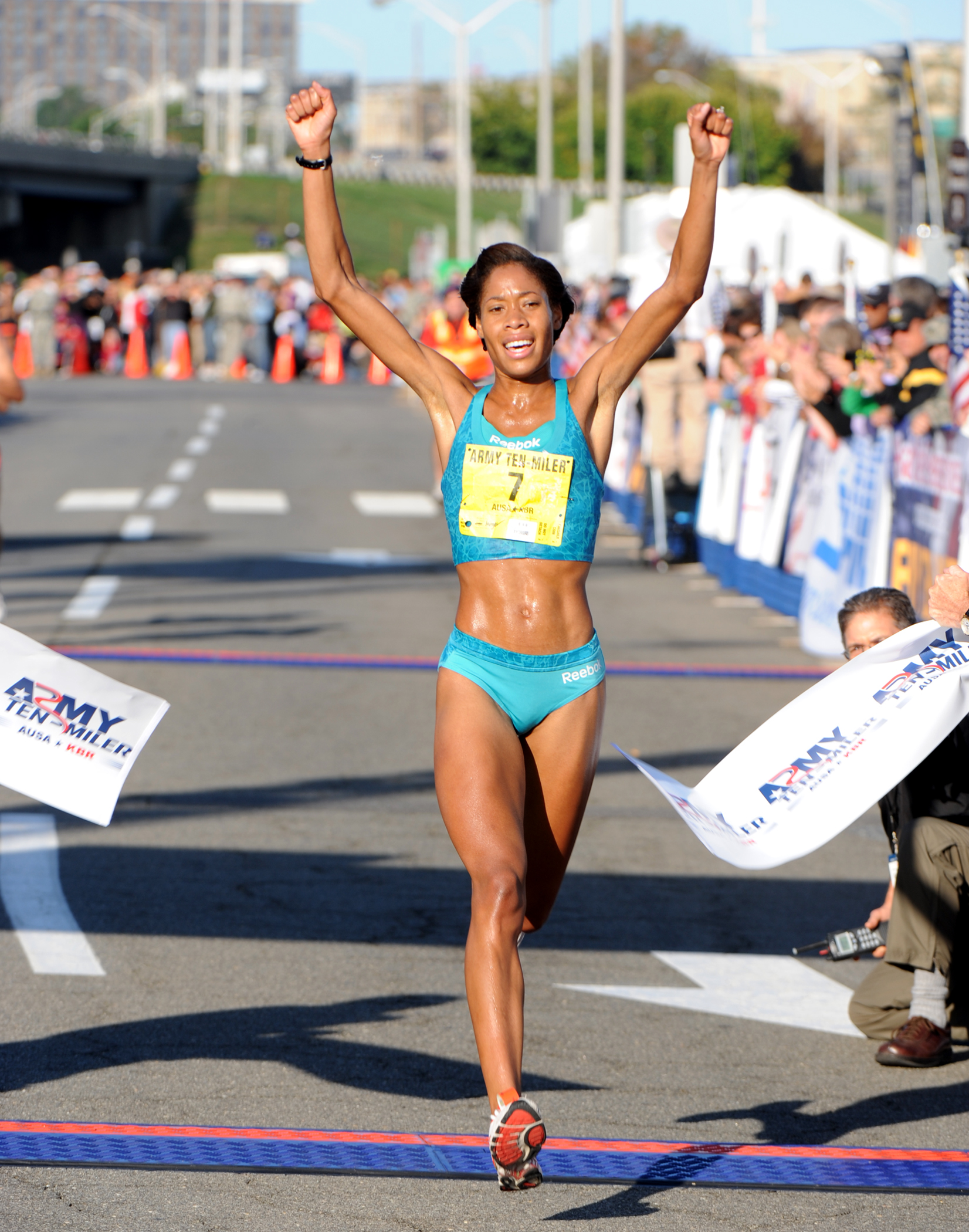
Samia Akbar – Platz 49
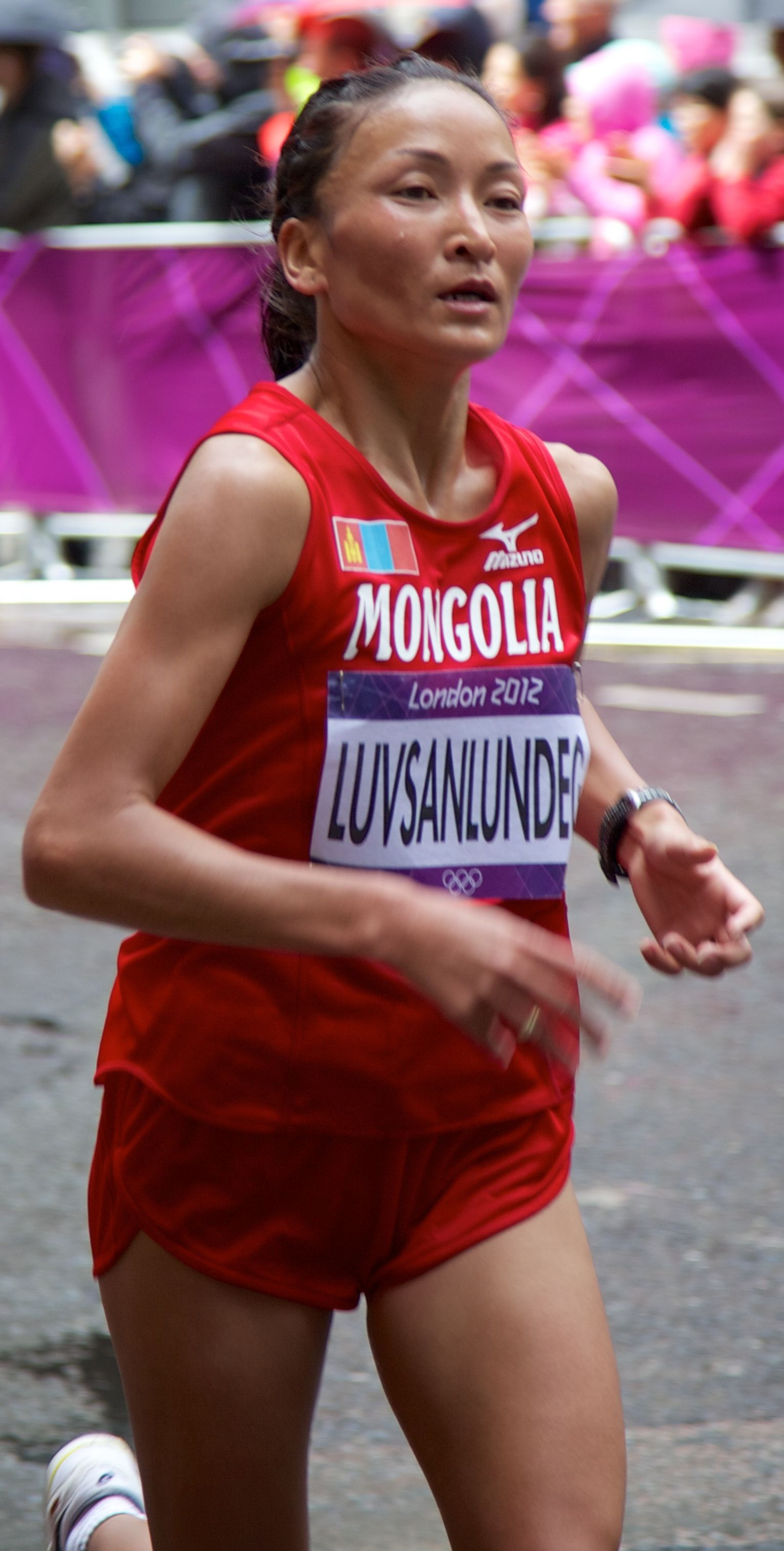
Otgonbayar Luvsanlundeg – Platz 52
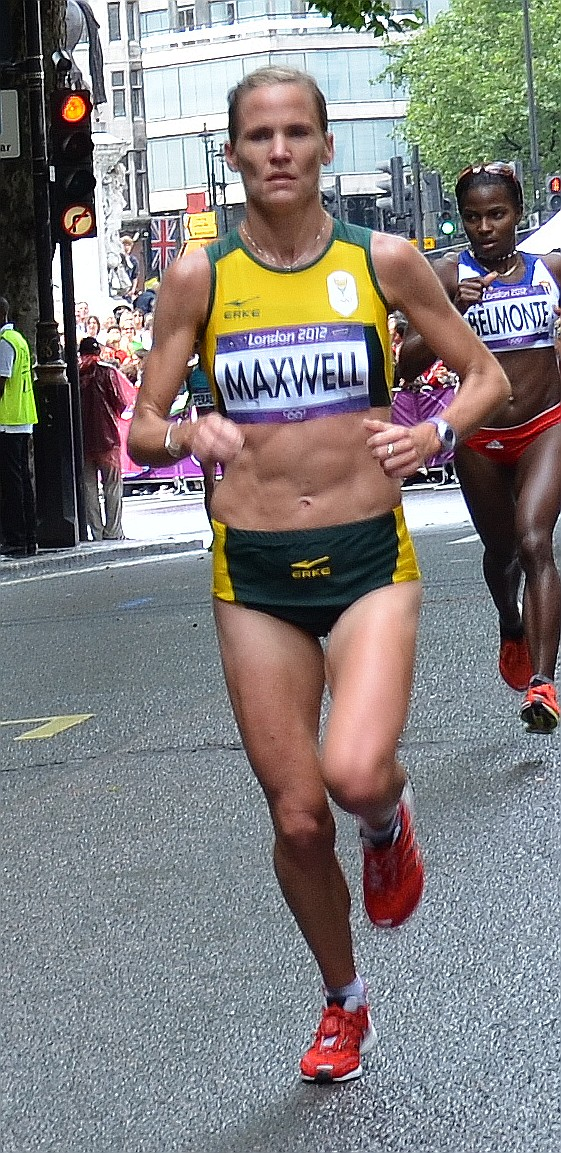
Tanith Maxwell – Platz 54
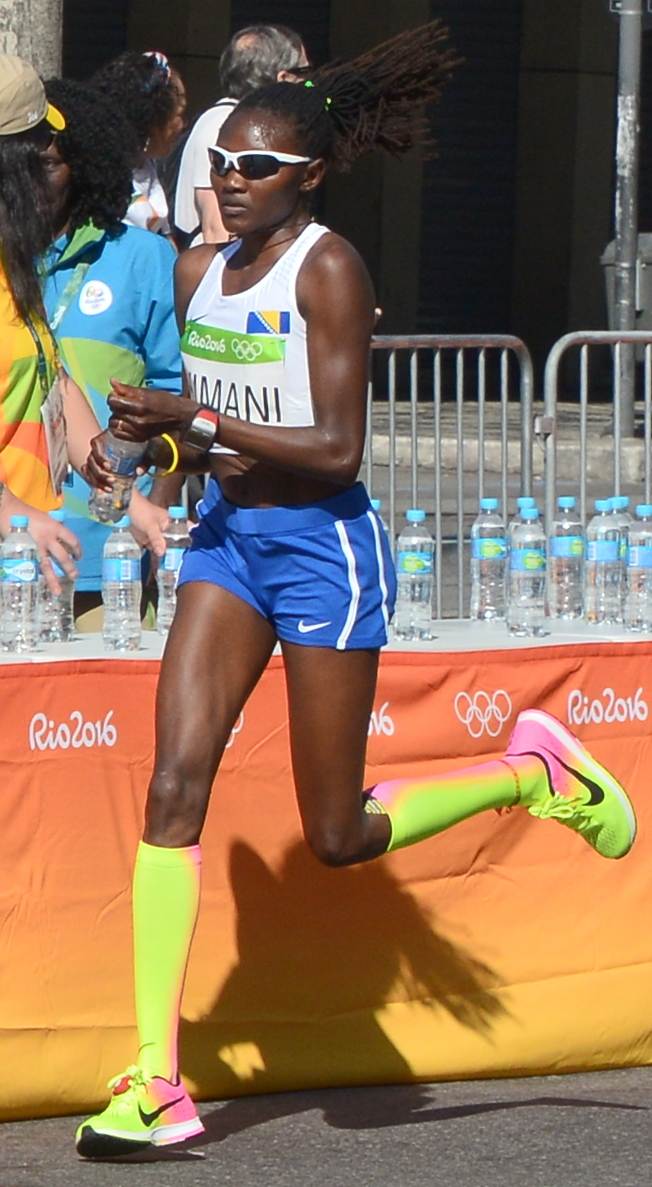
Luciah Kimani – Rennen nicht beendet
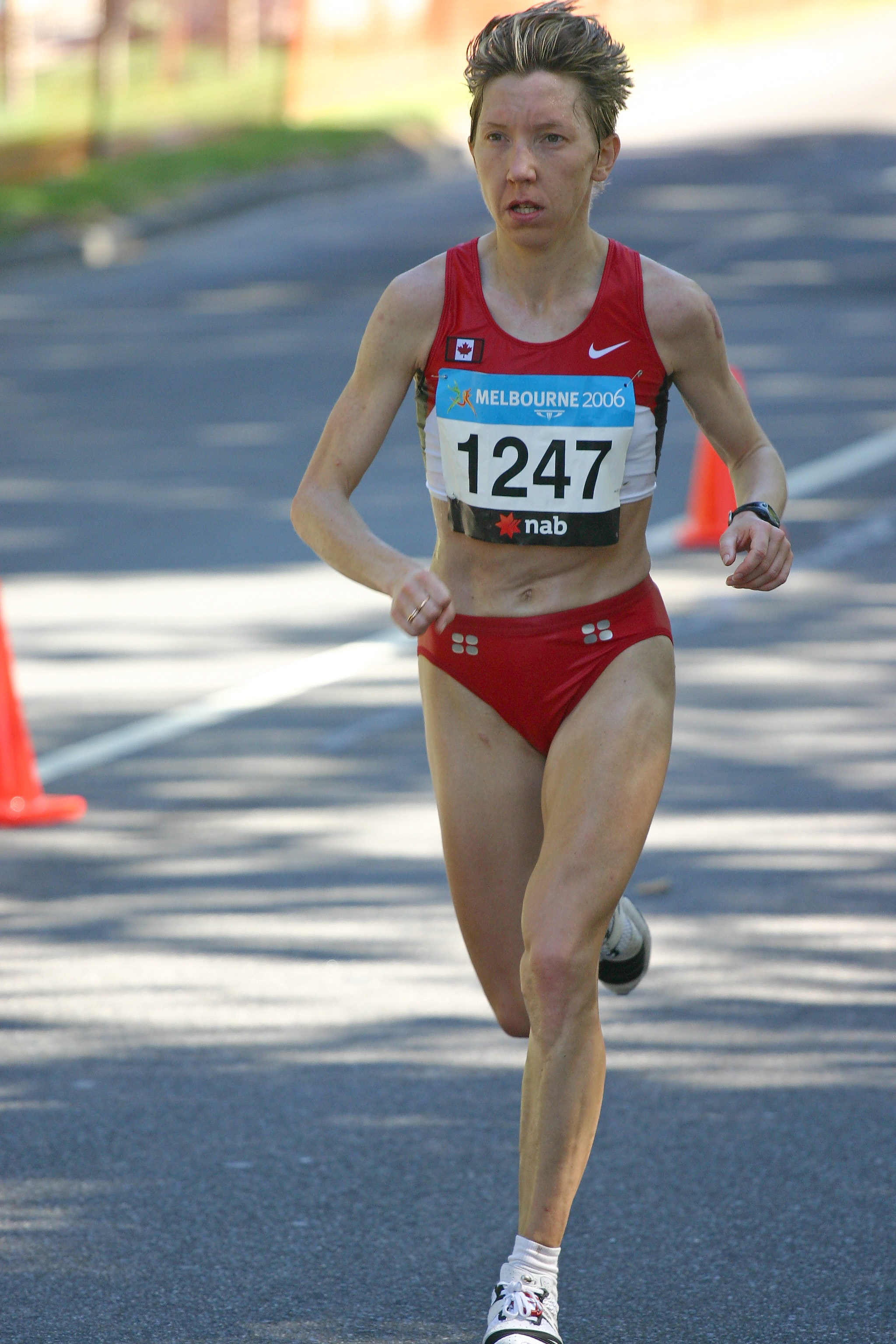
Lioudmila Kortchaguina – Rennen nicht beendet
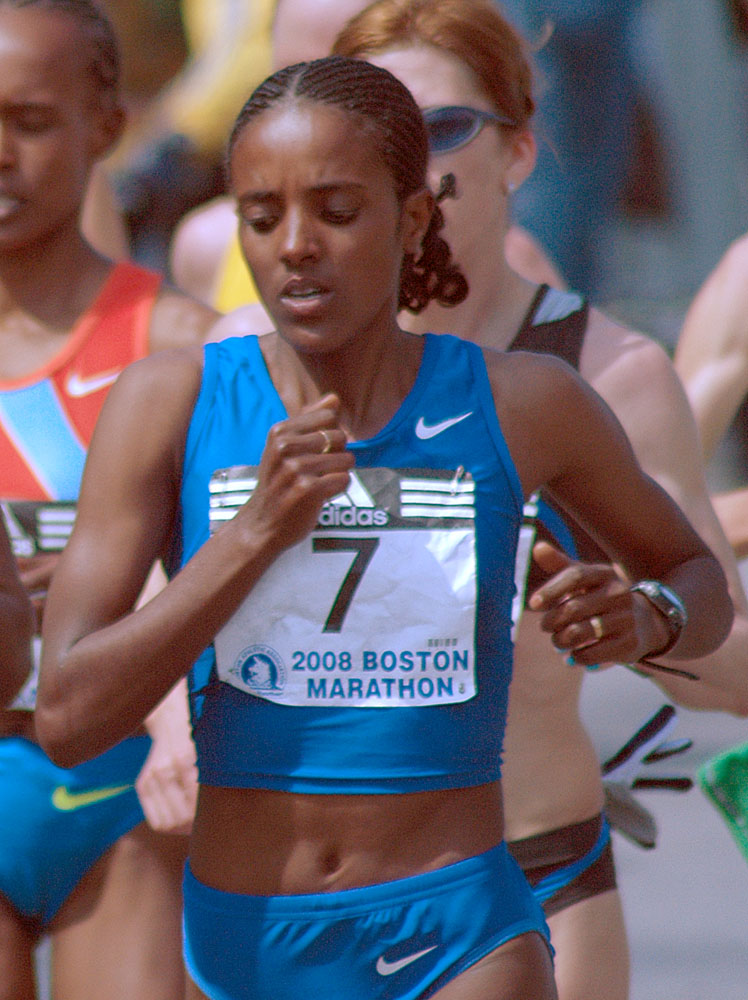
Dire Tune – Rennen nicht beendet
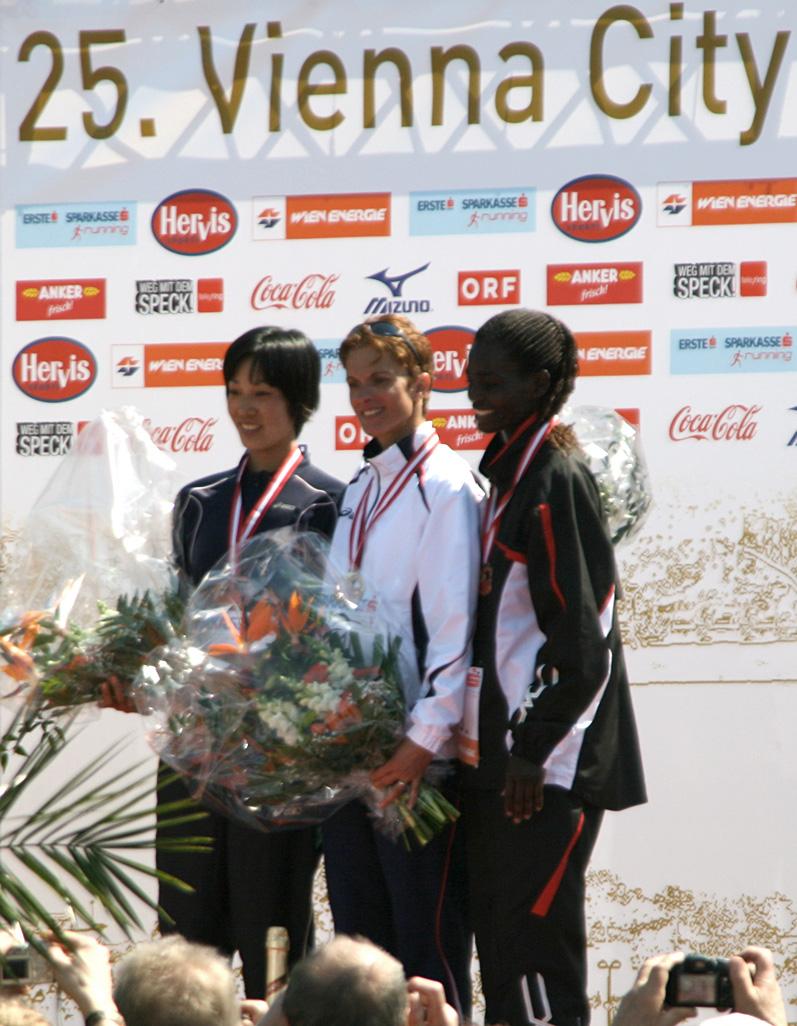
Luminița Talpoș (Mitte) – Rennen nicht beendet
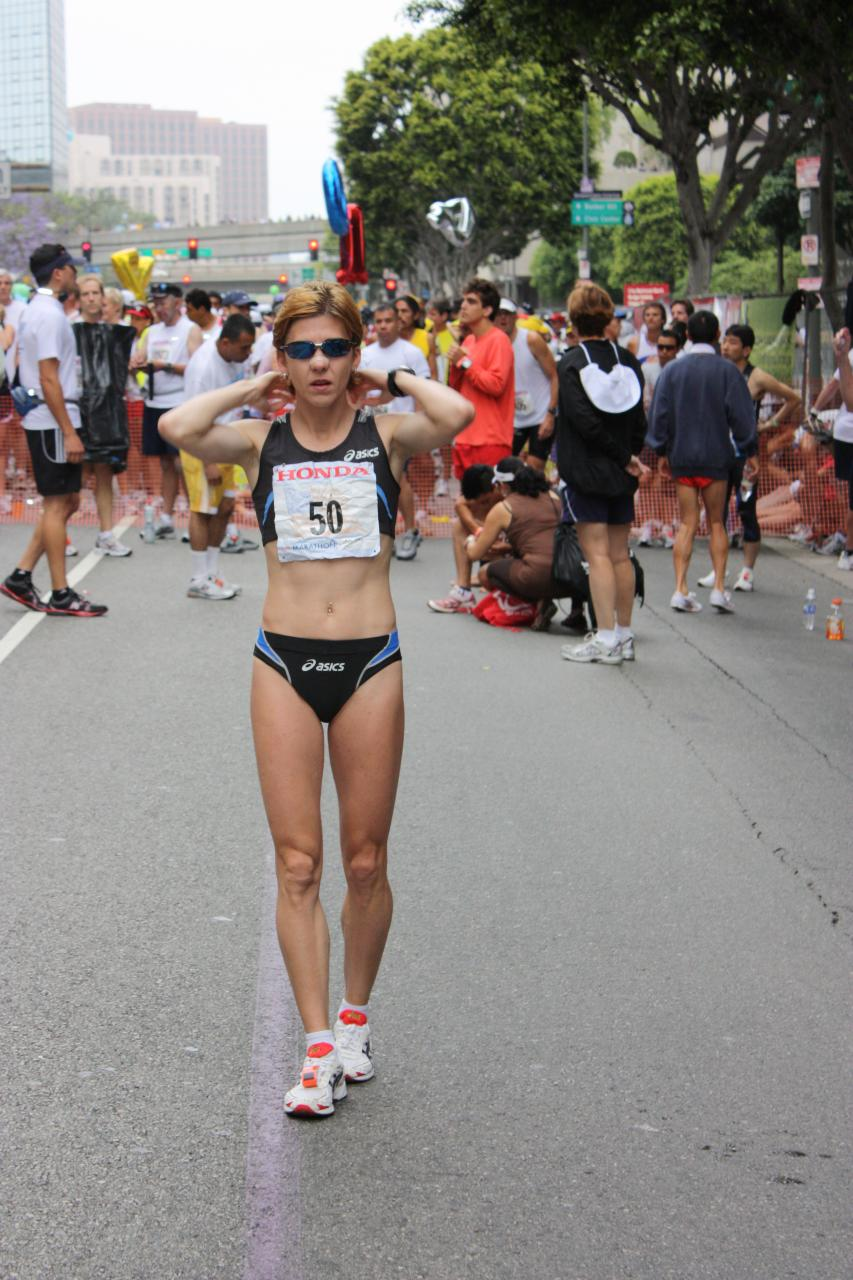
Nuța Olaru – Rennen nicht beendet

## Video
- 2007 World Championships - women’s marathon, youtube.com, abgerufen am 6. November 2020